# Représentations diplomatiques de la Turquie

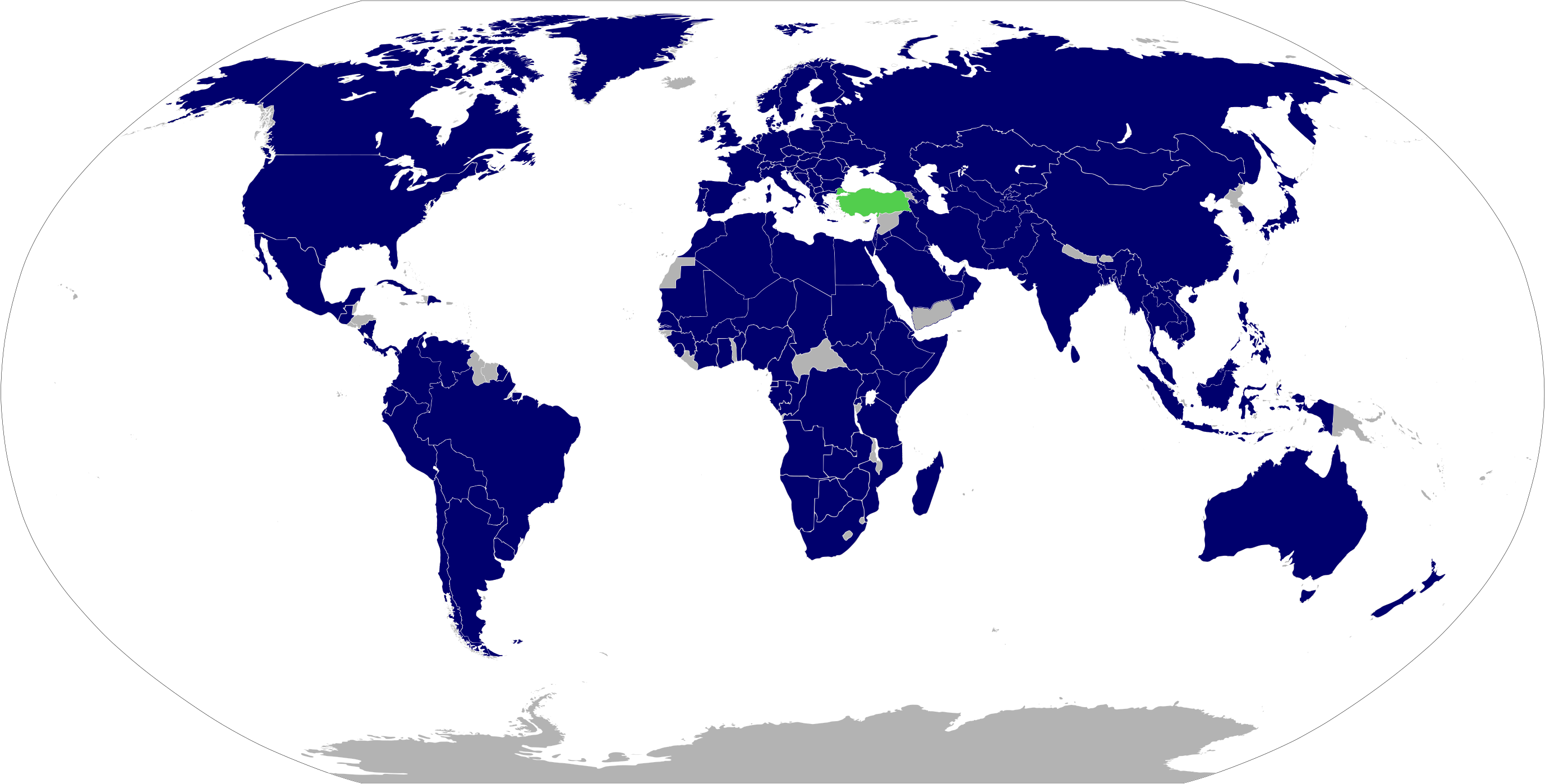
Carte des représentations diplomatiques turques :
En vert : Turquie
En bleu : pays accueillant une représentation turque
En gris : pays n'accueillant pas de représentation turque.

Ceci est une liste des représentations diplomatiques de la Turquie.

## Afrique
| Pays hôte                        | Ville hôte   | Représentation   | Accréditations              | Références |
| -------------------------------- | ------------ | ---------------- | --------------------------- | ---------- |
| Afrique du Sud                   | Pretoria     | Ambassade        | - Eswatini - Lesotho        | [ 1 ]      |
| Afrique du Sud                   | Le Cap       | Consulat général | - Eswatini - Lesotho        | [ 2 ]      |
| Algérie                          | Alger        | Ambassade        |                             | [ 3 ]      |
| Angola                           | Luanda       | Ambassade        |                             | [ 4 ]      |
| Bénin                            | Cotonou      | Ambassade        |                             | [ 5 ]      |
| Botswana                         | Gaborone     | Ambassade        |                             | [ 5 ]      |
| Burkina Faso                     | Ouagadougou  | Ambassade        |                             | [ 5 ]      |
| Burundi                          | Bujumbura    | Ambassade        |                             |            |
| Cameroun                         | Yaoundé      | Ambassade        | - République centrafricaine |            |
| Côte d'Ivoire                    | Abidjan      | Ambassade        |                             |            |
| Djibouti                         | Djibouti     | Ambassade        |                             | [ 6 ]      |
| Égypte                           | Le Caire     | Ambassade        |                             | [ 7 ]      |
| Égypte                           | Alexandrie   | Consulat général |                             | [ 8 ]      |
| Érythrée                         | Asmara       | Ambassade        |                             | [ 5 ]      |
| Éthiopie                         | Addis-Abeba  | Ambassade        |                             | [ 9 ]      |
| Gabon                            | Libreville   | Ambassade        | - Sao Tomé-et-Principe      | [ 5 ]      |
| Gambie                           | Banjul       | Ambassade        |                             |            |
| Ghana                            | Accra        | Ambassade        | - Liberia                   |            |
| Guinée                           | Conakry      | Ambassade        |                             |            |
| Guinée-Bissau                    | Bissau       | Ambassade        |                             |            |
| Guinée équatoriale               | Malabo       | Ambassade        |                             | [ 10 ]     |
| Kenya                            | Nairobi      | Ambassade        | - Seychelles                | [ 11 ]     |
| Libye                            | Tripoli      | Ambassade        |                             | [ 12 ]     |
| Libye                            | Misrata      | Consulat général |                             | [ 13 ]     |
| Madagascar                       | Antananarivo | Ambassade        | - Comores - Maurice         |            |
| Mali                             | Bamako       | Ambassade        |                             |            |
| Maroc                            | Rabat        | Ambassade        |                             | [ 14 ]     |
| Mauritanie                       | Nouakchott   | Ambassade        |                             |            |
| Mozambique                       | Maputo       | Ambassade        |                             |            |
| Namibie                          | Windhoek     | Ambassade        |                             | [ 5 ]      |
| Niger                            | Niamey       | Ambassade        |                             | [ 5 ]      |
| Nigeria                          | Abuja        | Ambassade        |                             | [ 15 ]     |
| Ouganda                          | Kampala      | Ambassade        |                             | [ 16 ]     |
| Rwanda                           | Kigali       | Ambassade        |                             | [ 5 ]      |
| Senegal                          | Dakar        | Ambassade        | - Cap-Vert                  | [ 17 ]     |
| Sierra Leone                     | Freetown     | Ambassade        |                             | [ 5 ]      |
| Somalie                          | Mogadiscio   | Ambassade        |                             | [ 18 ]     |
| Somalie                          | Hargeisa     | Consulat général |                             |            |
| République démocratique du Congo | Kinshasa     | Ambassade        |                             | [ 19 ]     |
| République du Congo              | Brazzaville  | Ambassade        |                             | [ 20 ]     |
| Soudan                           | Khartoum     | Ambassade        |                             | [ 21 ]     |
| Soudan du Sud                    | Djouba       | Ambassade        |                             |            |
| Tanzanie                         | Dar es Salam | Ambassade        |                             |            |
| Tchad                            | N'Djaména    | Ambassade        |                             |            |
| Togo                             | Lomé         | Ambassade        |                             | [ 22 ]     |
| Tunisie                          | Tunis        | Ambassade        |                             | [ 23 ]     |
| Zambia                           | Lusaka       | Ambassade        | - Malawi                    | [ 24 ]     |
| Zimbabwe                         | Harare       | Ambassade        |                             |            |

## Amérique
| Pays hôte              | Ville hôte     | Représentation   | Accréditations                                                                           | Références |
| ---------------------- | -------------- | ---------------- | ---------------------------------------------------------------------------------------- | ---------- |
| Argentine              | Buenos Aires   | Ambassade (en)   |                                                                                          | [ 25 ]     |
| Bolivie                | La Paz         | Ambassade        |                                                                                          | [ 26 ]     |
| Brésil                 | Brasilia       | Ambassade        |                                                                                          | [ 27 ]     |
| Brésil                 | São Paulo      | Consulat général |                                                                                          | [ 28 ]     |
| Canada                 | Ottawa         | Ambassade (en)   |                                                                                          | [ 29 ]     |
| Canada                 | Montréal       | Consulat général |                                                                                          | [ 30 ]     |
| Canada                 | Toronto        | Consulat général |                                                                                          | [ 31 ]     |
| Canada                 | Vancouver      | Consulat général |                                                                                          | [ 32 ]     |
| Chili                  | Santiago       | Ambassade (en)   |                                                                                          | [ 33 ]     |
| Colombie               | Bogota         | Ambassade        |                                                                                          | [ 34 ]     |
| Costa Rica             | San José       | Ambassade        |                                                                                          | [ 35 ]     |
| Cuba                   | La Havane      | Ambassade        | - Bahamas - Jamaïque                                                                     | [ 36 ]     |
| Équateur               | Quito          | Ambassade        |                                                                                          | [ 37 ]     |
| États-Unis             | Washington     | Ambassade (en)   |                                                                                          | [ 38 ]     |
| États-Unis             | Boston         | Consulat général |                                                                                          | [ 39 ]     |
| États-Unis             | Chicago        | Consulat général |                                                                                          | [ 40 ]     |
| États-Unis             | Houston        | Consulat général |                                                                                          | [ 41 ]     |
| États-Unis             | Los Angeles    | Consulat général |                                                                                          | [ 42 ]     |
| États-Unis             | Miami          | Consulat général |                                                                                          | [ 43 ]     |
| États-Unis             | New York       | Consulat général |                                                                                          | [ 44 ]     |
| Guatemala              | Guatemala      | Ambassade        | - Belize - Honduras                                                                      | [ 45 ]     |
| Mexique                | Mexico         | Ambassade (en)   |                                                                                          | [ 46 ]     |
| Nicaragua              | Managua        | Ambassade        |                                                                                          | [ 47 ]     |
| Panama                 | Panama         | Ambassade        |                                                                                          | [ 48 ]     |
| Paraguay               | Asuncion       | Ambassade        |                                                                                          |            |
| Pérou                  | Lima           | Ambassade        |                                                                                          | [ 49 ]     |
| République dominicaine | Saint-Domingue | Ambassade        | - Antigua-et-Barbuda - Dominique - Haïti - Saint-Christophe-et-Niévès                    | [ 50 ]     |
| Salvador               | San Salvador   | Ambassade        |                                                                                          |            |
| Trinité-et-Tobago      | Port-d'Espagne | Ambassade        | - Barbade - Grenade - Guyana - Saint-Vincent-et-les-Grenadines - Sainte-Lucie - Suriname |            |
| Uruguay                | Montevideo     | Ambassade        |                                                                                          | [ 51 ]     |
| Venezuela              | Caracas        | Ambassade        | - Antilles néerlandaises                                                                 | [ 52 ]     |

## Asie
| Pays hôte           | Ville hôte          | Représentation         | Accréditations                         | Références |
| ------------------- | ------------------- | ---------------------- | -------------------------------------- | ---------- |
| Afghanistan         | Kaboul              | Ambassade              |                                        |            |
| Afghanistan         | Hérat               | Consulat général       |                                        | [ 53 ]     |
| Afghanistan         | Mazâr-e Charîf      | Consulat général       |                                        |            |
| Arabie saoudite     | Riyad               | Ambassade              |                                        | [ 54 ]     |
| Arabie saoudite     | Djeddah             | Consulat général       |                                        | [ 55 ]     |
| Azerbaïdjan         | Bakou               | Ambassade (en)         |                                        | [ 56 ]     |
| Azerbaïdjan         | Gandja              | Consulat général       |                                        | [ 57 ]     |
| Azerbaïdjan         | Nakhitchevan        | Consulat général       |                                        | [ 58 ]     |
| Bahreïn             | Manama              | Ambassade (en)         |                                        | [ 59 ]     |
| Bangladesh          | Dacca               | Ambassade              |                                        | [ 60 ]     |
| Birmanie            | Rangoun             | Ambassade              |                                        | [ 61 ]     |
| Brunei              | Bandar Seri Begawan | Ambassade              |                                        |            |
| Cambodge            | Phnom Penh          | Ambassade              |                                        |            |
| Chine               | Pékin               | Ambassade (en)         |                                        | [ 62 ]     |
| Chine               | Canton              | Consulat général       |                                        | [ 63 ]     |
| Chine               | Hong Kong           | Consulat général       |                                        | [ 64 ]     |
| Chine               | Shanghai            | Consulat général       |                                        | [ 65 ]     |
| Corée du Sud        | Séoul               | Ambassade (en)         | - Corée du Nord                        | [ 66 ]     |
| Émirats arabes unis | Abou Dabi           | Ambassade              |                                        | [ 67 ]     |
| Émirats arabes unis | Dubaï               | Consulat général       |                                        | [ 68 ]     |
| Géorgie             | Tbilissi            | Ambassade              |                                        | [ 69 ]     |
| Géorgie             | Batoumi             | Consulat général       |                                        | [ 70 ]     |
| Inde                | New Delhi           | Ambassade (en)         | - Bhoutan - Népal                      | [ 71 ]     |
| Inde                | Hyderabad           | Consulat général       | - Bhoutan - Népal                      |            |
| Inde                | Bombay              | Consulat général       | - Bhoutan - Népal                      | [ 72 ]     |
| Indonésie           | Jakarta             | Ambassade              | - Timor oriental                       | [ 73 ]     |
| Irak                | Bagdad              | Ambassade              |                                        | [ 74 ]     |
| Irak                | Bassorah            | Consulat général       |                                        | [ 75 ]     |
| Irak                | Erbil               | Consulat général       |                                        | [ 76 ]     |
| Irak                | Mossoul             | Consulat général       |                                        | [ 77 ]     |
| Iran                | Téhéran             | Ambassade              |                                        | [ 78 ]     |
| Iran                | Machhad             | Consulat général       |                                        | [ 79 ]     |
| Iran                | Tabriz              | Consulat général       |                                        | [ 80 ]     |
| Iran                | Ourmia              | Consulat général       |                                        | [ 81 ]     |
| Israël              | Tel Aviv-Jaffa      | Ambassade              |                                        | [ 82 ]     |
| Japan               | Tokyo               | Ambassade (en)         | - États fédérés de Micronésie - Palaos | [ 83 ]     |
| Japan               | Nagoya              | Consulat général       | - États fédérés de Micronésie - Palaos | [ 84 ]     |
| Jordanie            | Amman               | Ambassade              |                                        | [ 85 ]     |
| Kazakhstan          | Astana              | Ambassade              |                                        | [ 86 ]     |
| Kazakhstan          | Aqtaw               | Consulat général       |                                        | [ 87 ]     |
| Kazakhstan          | Almaty              | Consulat général       |                                        | [ 88 ]     |
| Kirghizistan        | Bichkek             | Ambassade              |                                        | [ 89 ]     |
| Koweït              | Koweït              | Ambassade              |                                        | [ 90 ]     |
| Laos                | Vientiane           | Ambassade              |                                        |            |
| Liban               | Beyrouth            | Ambassade              |                                        | [ 91 ]     |
| Malaisie            | Kuala Lumpur        | Ambassade              |                                        | [ 92 ]     |
| Mongolie            | Oulan-Bator         | Ambassade              |                                        | [ 93 ]     |
| Oman                | Mascate             | Ambassade              |                                        |            |
| Ouzbékistan         | Tachkent            | Ambassade              |                                        | [ 94 ]     |
| Ouzbékistan         | Samarcande          | Consulat général       |                                        | [ 95 ]     |
| Pakistan            | Islamabad           | Ambassade              |                                        | [ 96 ]     |
| Pakistan            | Karachi             | Consulat général       |                                        | [ 97 ]     |
| Pakistan            | Lahore              | Consulat général       |                                        | [ 98 ]     |
| Palestine           | Jérusalem           | Consulat général       |                                        | [ 99 ]     |
| Philippines         | Manille             | Ambassade              |                                        |            |
| Qatar               | Doha                | Ambassade              |                                        | [ 100 ]    |
| Singapour           | Singapour           | Ambassade              |                                        | [ 101 ]    |
| Sri Lanka           | Colombo             | Ambassade              | - Maldives                             | [ 102 ]    |
| Syrie               | Damas               | Ambassade              |                                        | [ 103 ]    |
| Syrie               | Alep                | Consulat général       |                                        | [ 104 ]    |
| Tadjikistan         | Douchanbé           | Ambassade              |                                        | [ 105 ]    |
| Taïwan              | Taipei              | Bureau commercial (en) |                                        | [ 106 ]    |
| Thaïlande           | Bangkok             | Ambassade              |                                        | [ 107 ]    |
| Turkménistan        | Achgabat            | Ambassade              |                                        | [ 108 ]    |
| Vietnam             | Hanoï               | Ambassade              |                                        | [ 109 ]    |

## Europe
| Pays hôte          | Ville hôte        | Représentation   | Accréditations  | Références |
| ------------------ | ----------------- | ---------------- | --------------- | ---------- |
| Albanie            | Tirana            | Ambassade        |                 | [ 110 ]    |
| Allemagne          | Berlin            | Ambassade (en)   |                 | [ 111 ]    |
| Allemagne          | Berlin            | Consulat général |                 | [ 112 ]    |
| Allemagne          | Cologne           | Consulat général |                 | [ 113 ]    |
| Allemagne          | Düsseldorf        | Consulat général |                 | [ 114 ]    |
| Allemagne          | Essen             | Consulat général |                 | [ 115 ]    |
| Allemagne          | Francfort         | Consulat général |                 | [ 116 ]    |
| Allemagne          | Hambourg          | Consulat général |                 | [ 117 ]    |
| Allemagne          | Hanovre           | Consulat général |                 | [ 118 ]    |
| Allemagne          | Karlsruhe         | Consulat général |                 | [ 119 ]    |
| Allemagne          | Mayence           | Consulat général |                 | [ 120 ]    |
| Allemagne          | Munich            | Consulat général |                 | [ 121 ]    |
| Allemagne          | Münster           | Consulat général |                 | [ 122 ]    |
| Allemagne          | Nuremberg         | Consulat général |                 | [ 123 ]    |
| Allemagne          | Stuttgart         | Consulat général |                 | [ 124 ]    |
| Autriche           | Vienne            | Ambassade        |                 | [ 125 ]    |
| Autriche           | Brégence          | Consulat général |                 | [ 126 ]    |
| Autriche           | Salzbourg         | Consulat général |                 | [ 127 ]    |
| Autriche           | Vienne            | Consulat général |                 | [ 128 ]    |
| Belgique           | Bruxelles         | Ambassade        |                 | [ 129 ]    |
| Belgique           | Anvers            | Consulat général |                 | [ 130 ]    |
| Belgique           | Bruxelles         | Consulat général |                 | [ 131 ]    |
| Biélorussie        | Minsk             | Ambassade        |                 | [ 132 ]    |
| Bosnie-Herzégovine | Sarajevo          | Ambassade        |                 | [ 133 ]    |
| Bosnie-Herzégovine | Banja Luka        | Consulat général |                 | [ 134 ]    |
| Bosnie-Herzégovine | Mostar            | Consulat général |                 | [ 135 ]    |
| Bulgarie           | Sofia             | Ambassade        |                 | [ 136 ]    |
| Bulgarie           | Bourgas           | Consulat général |                 | [ 137 ]    |
| Bulgarie           | Plovdiv           | Consulat général |                 | [ 138 ]    |
| Chypre du Nord     | Nicosie-Nord      | Ambassade (en)   |                 | [ 139 ]    |
| Chypre du Nord     | Famagouste        | Consulat général |                 |            |
| Croatie            | Zagreb            | Ambassade        |                 | [ 140 ]    |
| Danemark           | Copenhague        | Ambassade        |                 | [ 141 ]    |
| Espagne            | Madrid            | Ambassade        | - Andorre       | [ 142 ]    |
| Espagne            | Barcelone         | Consulat général | - Andorre       | [ 143 ]    |
| Estonie            | Tallinn           | Ambassade        |                 | [ 144 ]    |
| Finlande           | Helsinki          | Ambassade        |                 | [ 145 ]    |
| France             | Paris             | Ambassade        | - Monaco        | [ 146 ]    |
| France             | Bordeaux          | Consulat général | - Monaco        | [ 147 ]    |
| France             | Lyon              | Consulat général | - Monaco        | [ 148 ]    |
| France             | Marseille         | Consulat général | - Monaco        | [ 149 ]    |
| France             | Nantes            | Consulat général | - Monaco        | [ 150 ]    |
| France             | Paris             | Consulat général | - Monaco        | [ 151 ]    |
| France             | Strasbourg        | Consulat général | - Monaco        | [ 152 ]    |
| Grèce              | Athènes           | Ambassade        |                 | [ 153 ]    |
| Grèce              | Komotiní          | Consulat général |                 | [ 154 ]    |
| Grèce              | Le Pirée          | Consulat général |                 | [ 155 ]    |
| Grèce              | Rhodes            | Consulat général |                 | [ 156 ]    |
| Grèce              | Thessalonique     | Consulat général |                 | [ 157 ]    |
| Hongrie            | Budapest          | Ambassade        |                 | [ 158 ]    |
| Irlande            | Dublin            | Ambassade        |                 | [ 159 ]    |
| Italie             | Rome              | Ambassade (en)   | - Saint-Marin   | [ 160 ]    |
| Italie             | Milan             | Consulat général | - Saint-Marin   | [ 161 ]    |
| Kosovo             | Pristina          | Ambassade        |                 | [ 162 ]    |
| Kosovo             | Prizren           | Consulat général |                 | [ 163 ]    |
| Lettonie           | Riga              | Ambassade        |                 | [ 164 ]    |
| Lituanie           | Vilnius           | Ambassade        |                 | [ 165 ]    |
| Luxembourg         | Luxembourg        | Ambassade        |                 | [ 166 ]    |
| Macédoine du Nord  | Skopje            | Ambassade        |                 | [ 167 ]    |
| Malte              | La Valette        | Ambassade        |                 | [ 168 ]    |
| Moldavie           | Chișinău          | Ambassade        |                 | [ 169 ]    |
| Moldavie           | Comrat            | Consulat général |                 |            |
| Monténégro         | Podgorica         | Ambassade        |                 | [ 170 ]    |
| Norvège            | Oslo              | Ambassade        | - Islande       | [ 171 ]    |
| Pays-Bas           | La Haye           | Ambassade        |                 | [ 172 ]    |
| Pays-Bas           | Amsterdam         | Consulat général |                 | [ 173 ]    |
| Pays-Bas           | Deventer          | Consulat général |                 | [ 174 ]    |
| Pays-Bas           | Rotterdam         | Consulat général |                 | [ 175 ]    |
| Pologne            | Varsovie          | Ambassade        |                 | [ 176 ]    |
| Portugal           | Lisbonne          | Ambassade        |                 | [ 177 ]    |
| République tchèque | Prague            | Ambassade        |                 | [ 178 ]    |
| Roumanie           | Bucarest          | Ambassade        |                 | [ 179 ]    |
| Roumanie           | Constanța         | Ambassade        |                 | [ 180 ]    |
| Royaume-Uni        | Londres           | Ambassade (en)   |                 | [ 181 ]    |
| Royaume-Uni        | Édimbourg         | Consulat général |                 | [ 182 ]    |
| Royaume-Uni        | Londres           | Consulat général |                 | [ 183 ]    |
| Royaume-Uni        | Manchester        | Consulat général |                 | [ 184 ]    |
| Russie             | Moscou            | Ambassade        |                 | [ 185 ]    |
| Russie             | Kazan             | Consulat général |                 | [ 186 ]    |
| Russie             | Novorossiïsk      | Consulat général |                 | [ 187 ]    |
| Russie             | Saint-Pétersbourg | Consulat général |                 | [ 188 ]    |
| Serbie             | Belgrade          | Ambassade        |                 | [ 189 ]    |
| Serbie             | Novi Pazar        | Consulat général |                 | [ 190 ]    |
| Slovaquie          | Bratislava        | Ambassade        |                 | [ 191 ]    |
| Slovénie           | Ljubljana         | Ambassade        |                 | [ 192 ]    |
| Suède              | Stockholm         | Ambassade        |                 | [ 193 ]    |
| Suisse             | Berne             | Ambassade        | - Liechtenstein | [ 194 ]    |
| Suisse             | Genève            | Consulat général | - Liechtenstein | [ 195 ]    |
| Suisse             | Zurich            | Consulat général | - Liechtenstein | [ 196 ]    |
| Ukraine            | Kiev              | Ambassade (en)   |                 | [ 197 ]    |
| Ukraine            | Odessa            | Consulat général |                 | [ 198 ]    |
| Vatican            | Rome              | Ambassade        |                 |            |

## Océanie
| Pays hôte        | Ville hôte | Représentation   | Accréditations                                                                          | Références |
| ---------------- | ---------- | ---------------- | --------------------------------------------------------------------------------------- | ---------- |
| Australie        | Canberra   | Ambassade        | - Kiribati - Îles Marshall - Îles Salomon - Nauru - Papouasie-Nouvelle-Guinée - Vanuatu | [ 199 ]    |
| Australie        | Melbourne  | Consulat général | - Kiribati - Îles Marshall - Îles Salomon - Nauru - Papouasie-Nouvelle-Guinée - Vanuatu | [ 200 ]    |
| Australie        | Sydney     | Consulat général | - Kiribati - Îles Marshall - Îles Salomon - Nauru - Papouasie-Nouvelle-Guinée - Vanuatu | [ 201 ]    |
| Nouvelle-Zélande | Wellington | Ambassade        | - Fidji - Îles Cook - Niue - Samoa - Tonga - Tuvalu                                     | [ 202 ]    |

## Organisations internationales
| Organisation                             | Ville hôte | Représentation          | Références |
| ---------------------------------------- | ---------- | ----------------------- | ---------- |
| Conseil de l'Europe                      | Strasbourg | Mission permanente      | [ 203 ]    |
| Nations unies                            | New York   | Mission permanente (en) | [ 204 ]    |
| Nations unies                            | Genève     | Mission permanente      | [ 205 ]    |
| Nations unies                            | Nairobi    | Mission permanente      | [ 206 ]    |
| Nations unies                            | Vienne     | Mission permanente      | [ 207 ]    |
| OACI                                     | Montréal   | Mission permanente      | [ 208 ]    |
| OCDE                                     | Paris      | Mission permanente      | [ 209 ]    |
| OMC                                      | Genève     | Mission permanente      | [ 210 ]    |
| Organisation de la coopération islamique | Djeddah    | Mission permanente      | [ 211 ]    |
| OSCE                                     | Vienne     | Mission permanente      | [ 212 ]    |
| OTAN                                     | Bruxelles  | Mission permanente      | [ 213 ]    |
| UNESCO                                   | Paris      | Mission permanente      | [ 214 ]    |
| Union européenne                         | Bruxelles  | Mission permanente      | [ 215 ]    |

## Futures ambassades
- Eswatini[216]
- Fidji[217]
- Lesotho[218],[216]
- Liberia[219],[220]
- Malawi[221]
- Népal[222]
- Nicaragua[223]
- Papouasie-Nouvelle-Guinée[224]
- République centrafricaine[225]

## Futurs consulats
- Afghanistan: Kandahar[226]
- Albanie: Vlora[227]
- Algérie: Oran[228]
- Allemagne: Cassel[226]
- Azerbaïdjan: Chouchi[229]
- Brésil: Rio de Janeiro[226]
- Chine: Chengdu[230]
- États-Unis: San Francisco[226]
- Inde:
  - Madras[226]
  - Calcutta[226]
- Irak:
  - Kirkuk[231]
  - Nadjaf[231]
- Kazakhstan: Turkestan[232]
- Libye: Sebha[226]
- Pays-Bas: Eindhoven[233]
- Serbie: Niš[234]
- Suède: Gothenburg[226]
- Turkménistan: Türkmenbaşy[226]
- Ukraine:
  - Kharkiv[235]
  - Lviv[235]
- Vietnam: Hô Chi Minh-Ville[236]
- Yémen: Aden[226]

## Galerie

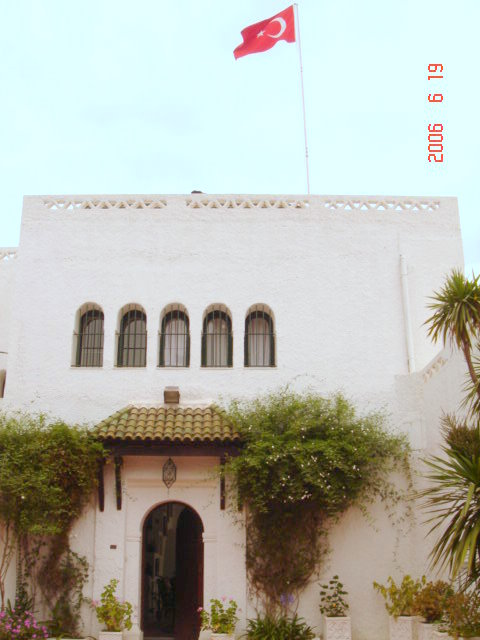
Ambassade à Alger.
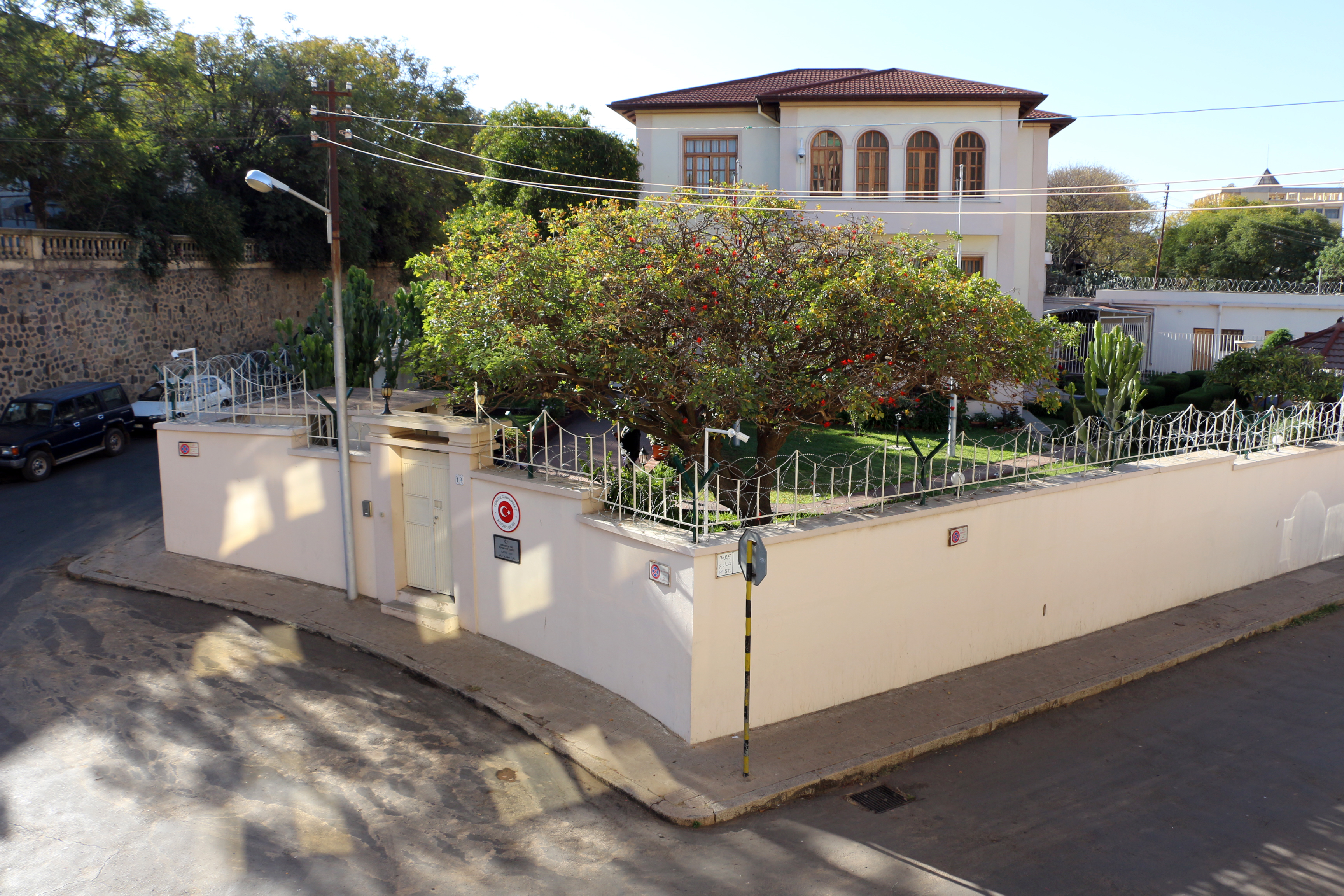
Ambassade à Asmara.
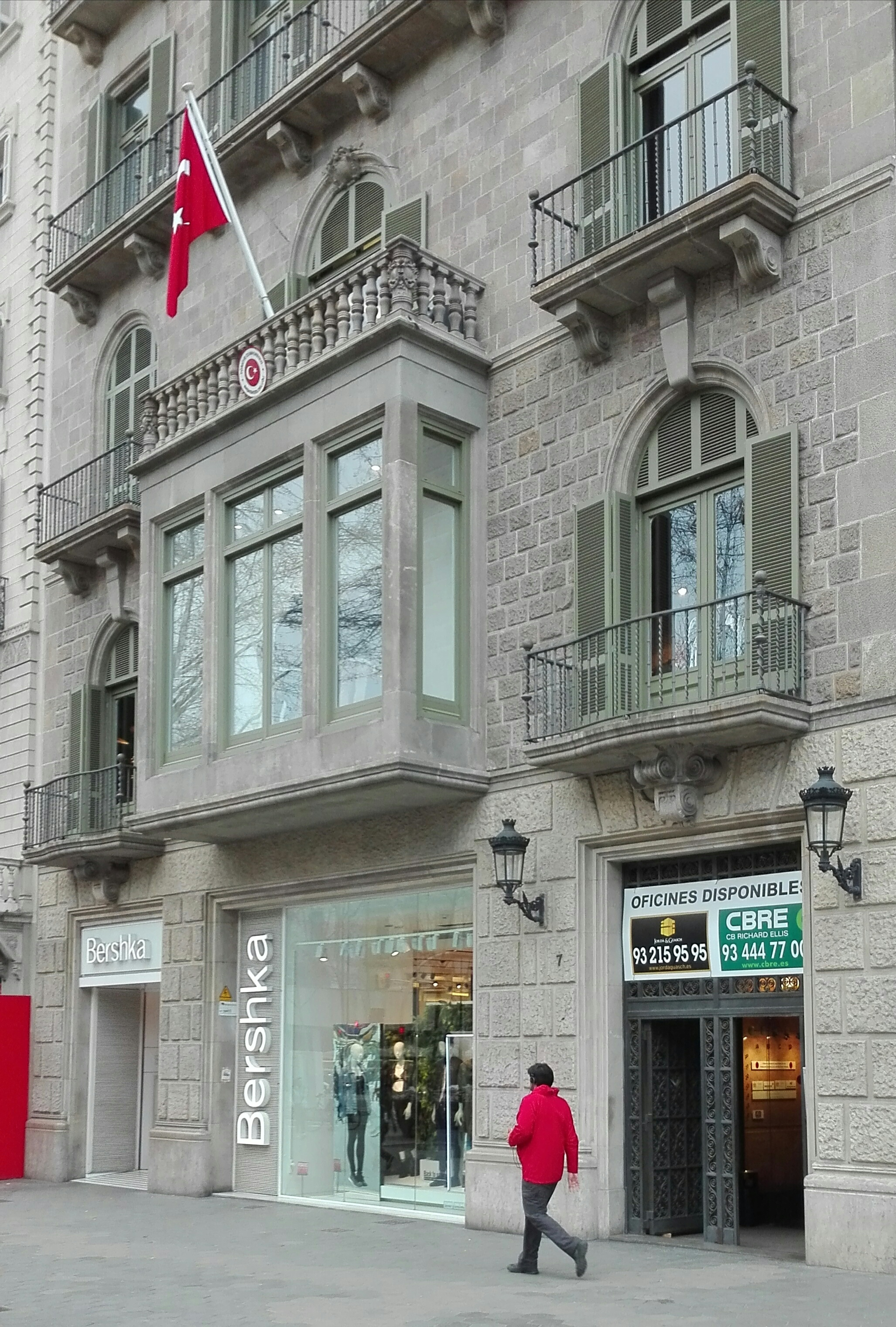
Consulat général à Barcelone.
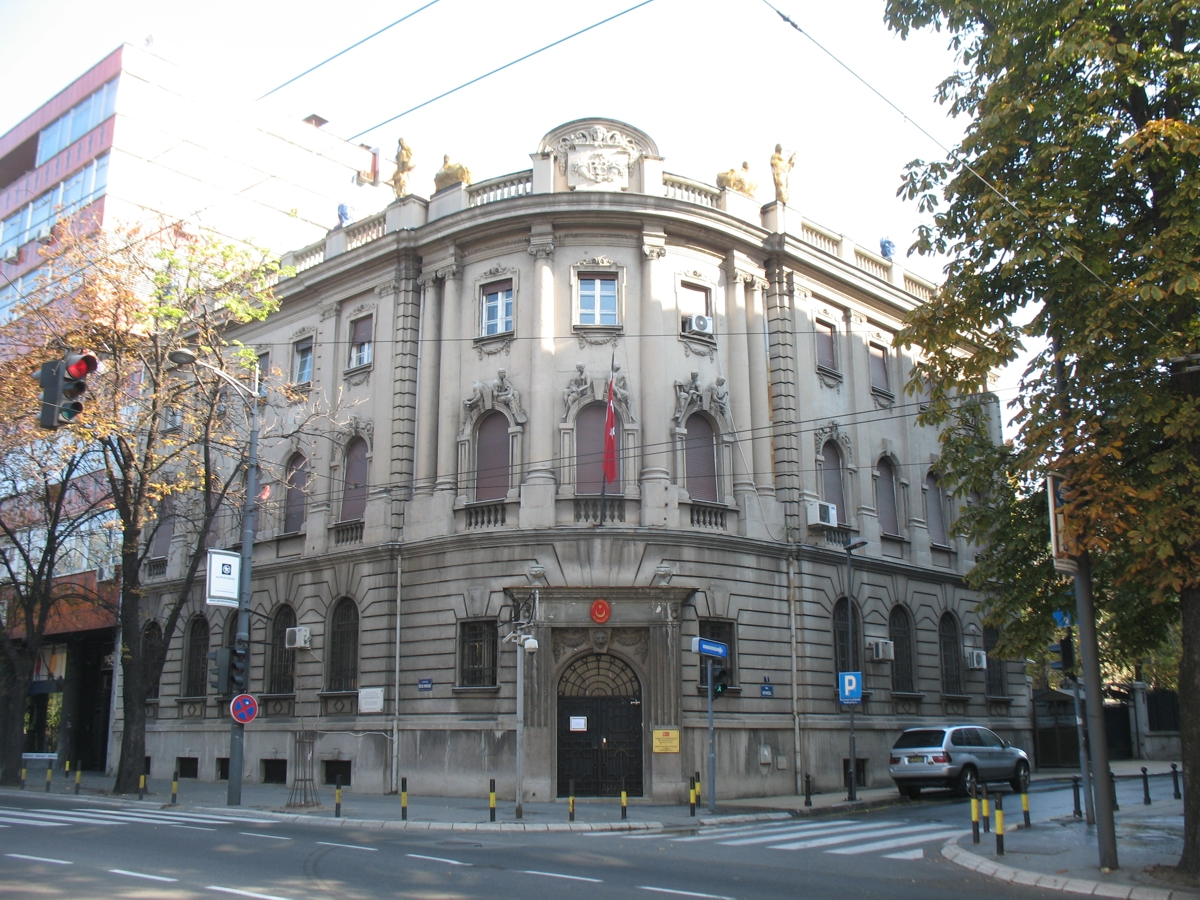
Ambassade à Belgrade.
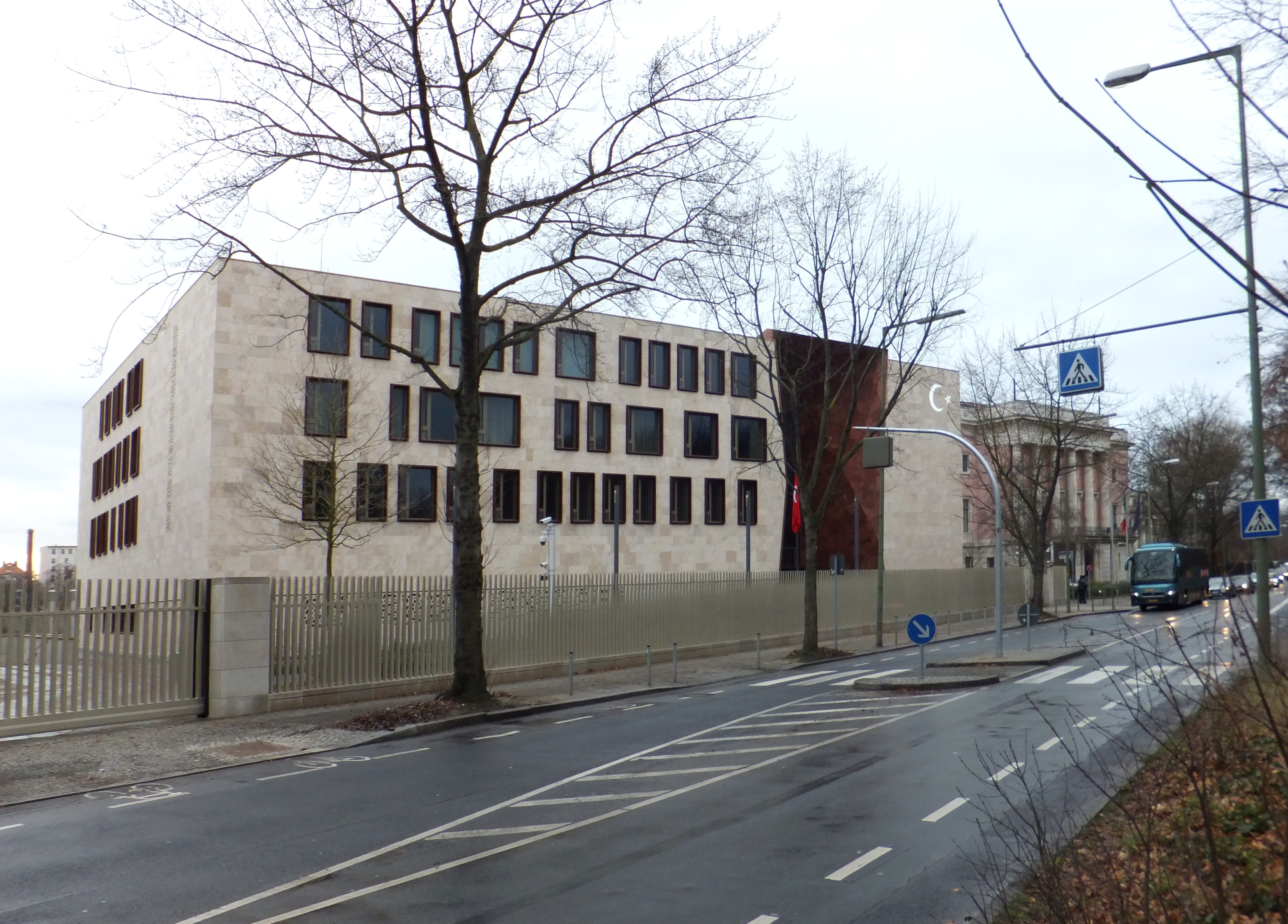
Ambassade à Berlin.
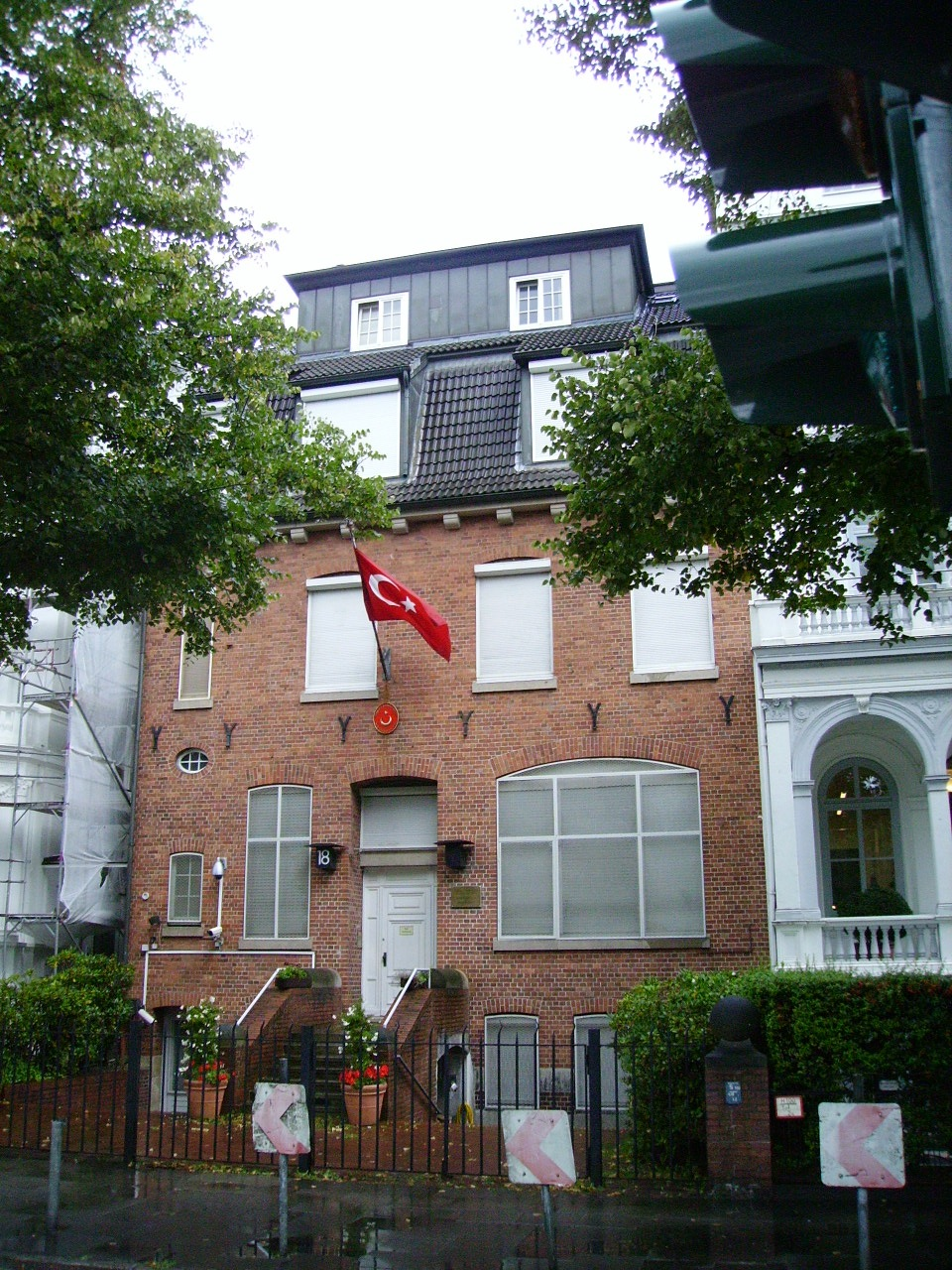
Consulat général à Hambourg.
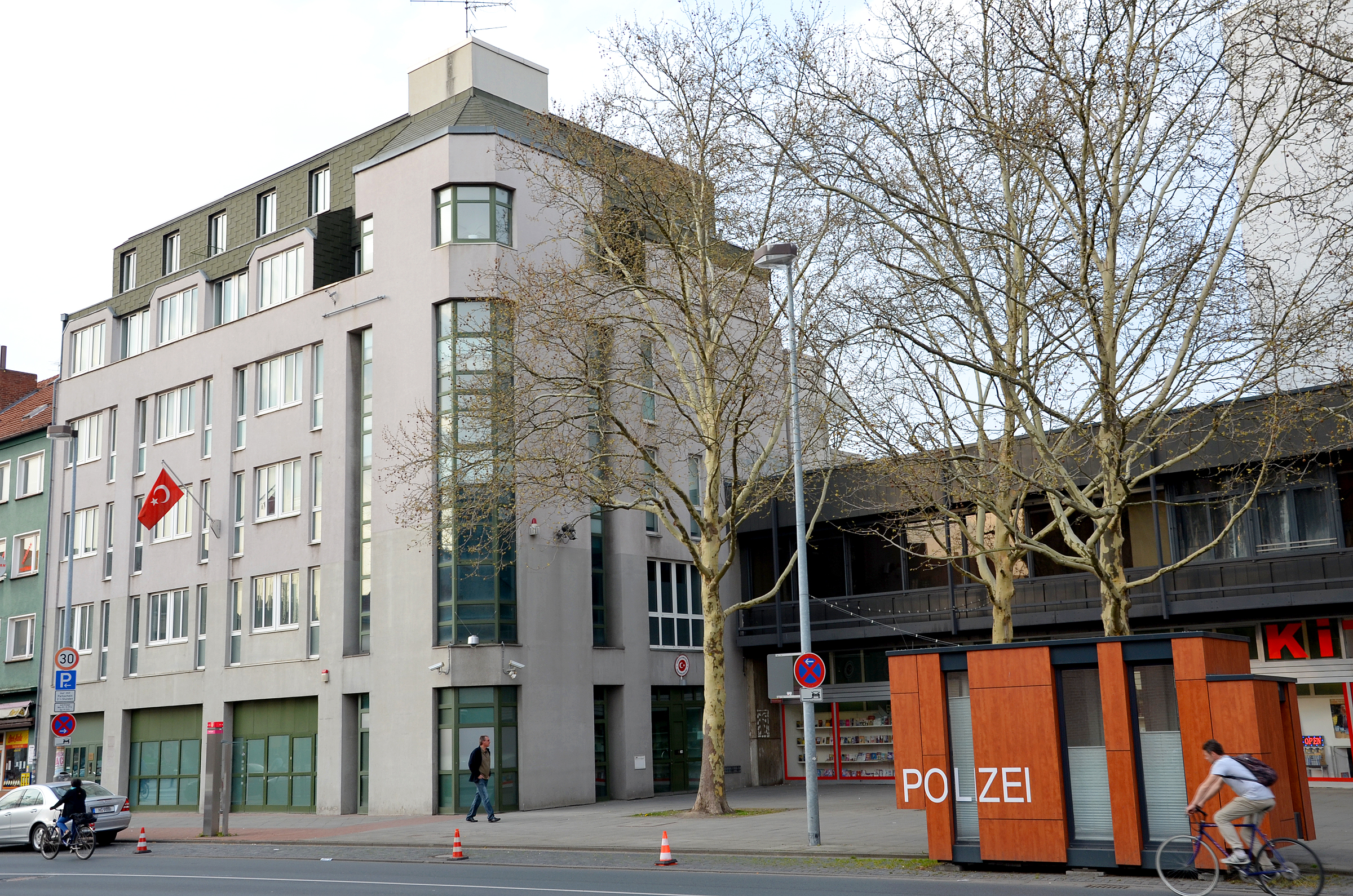
Consulat général à Hanovre.
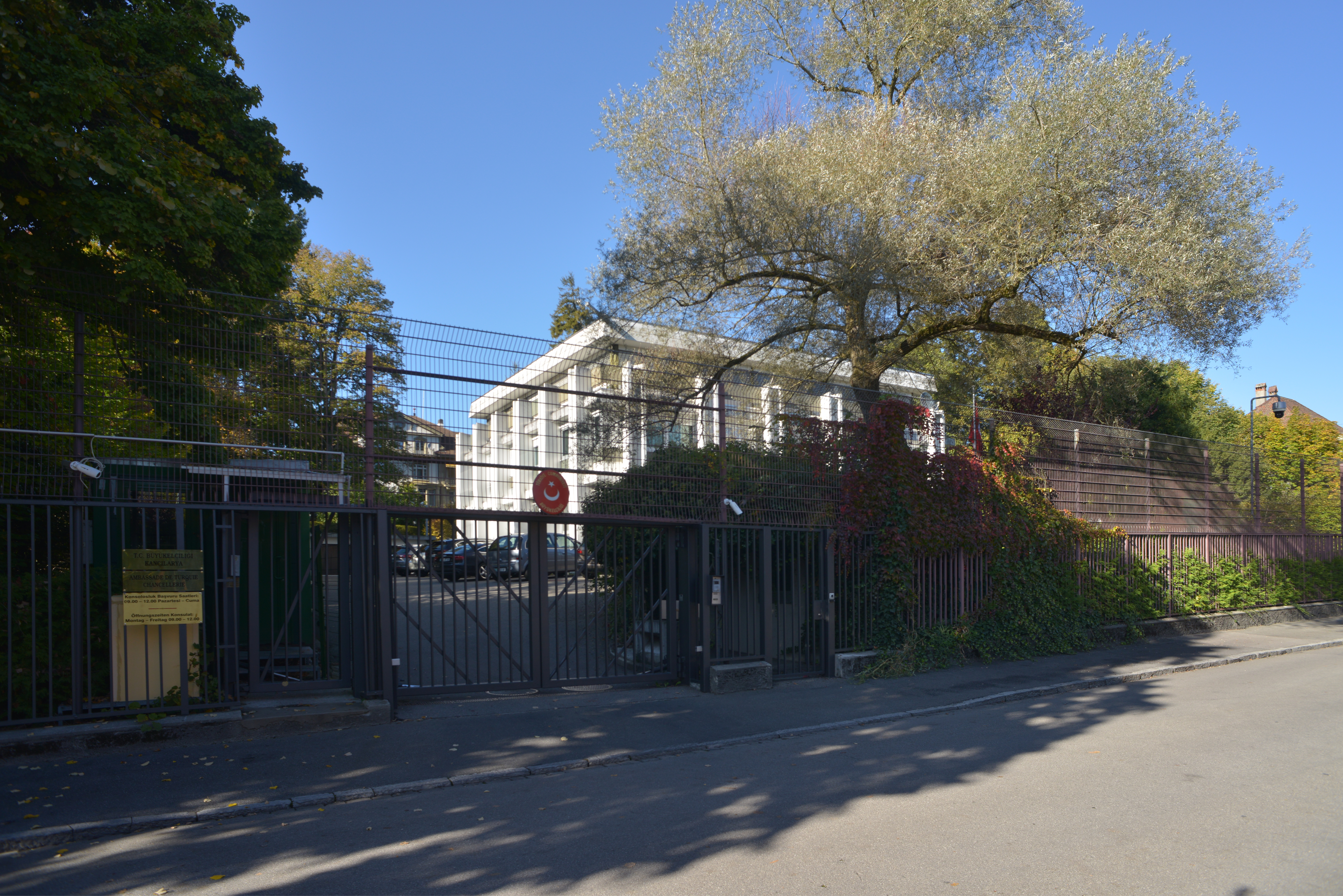
Ambassade à Berne.
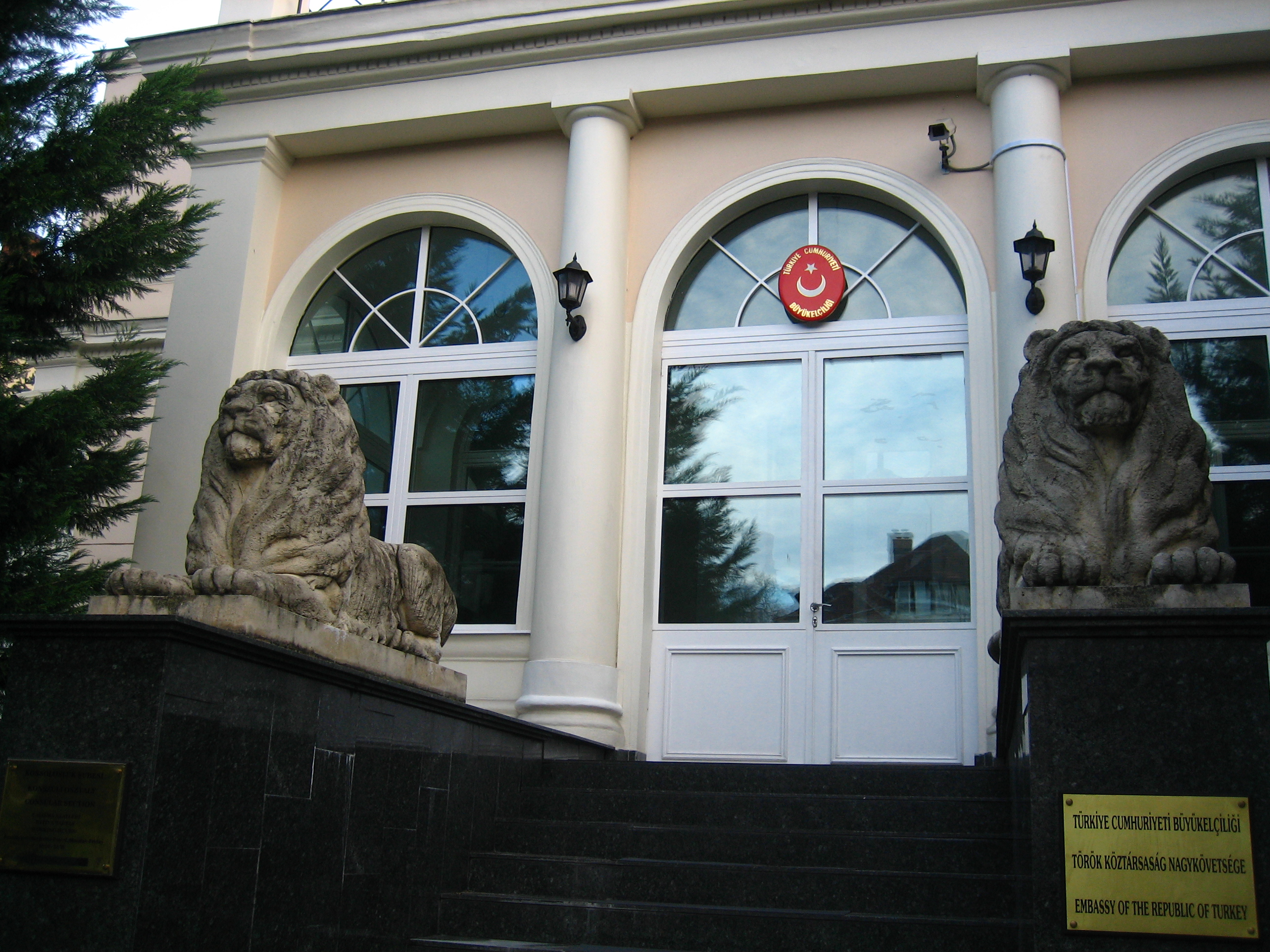
Ambassade à Budapest.
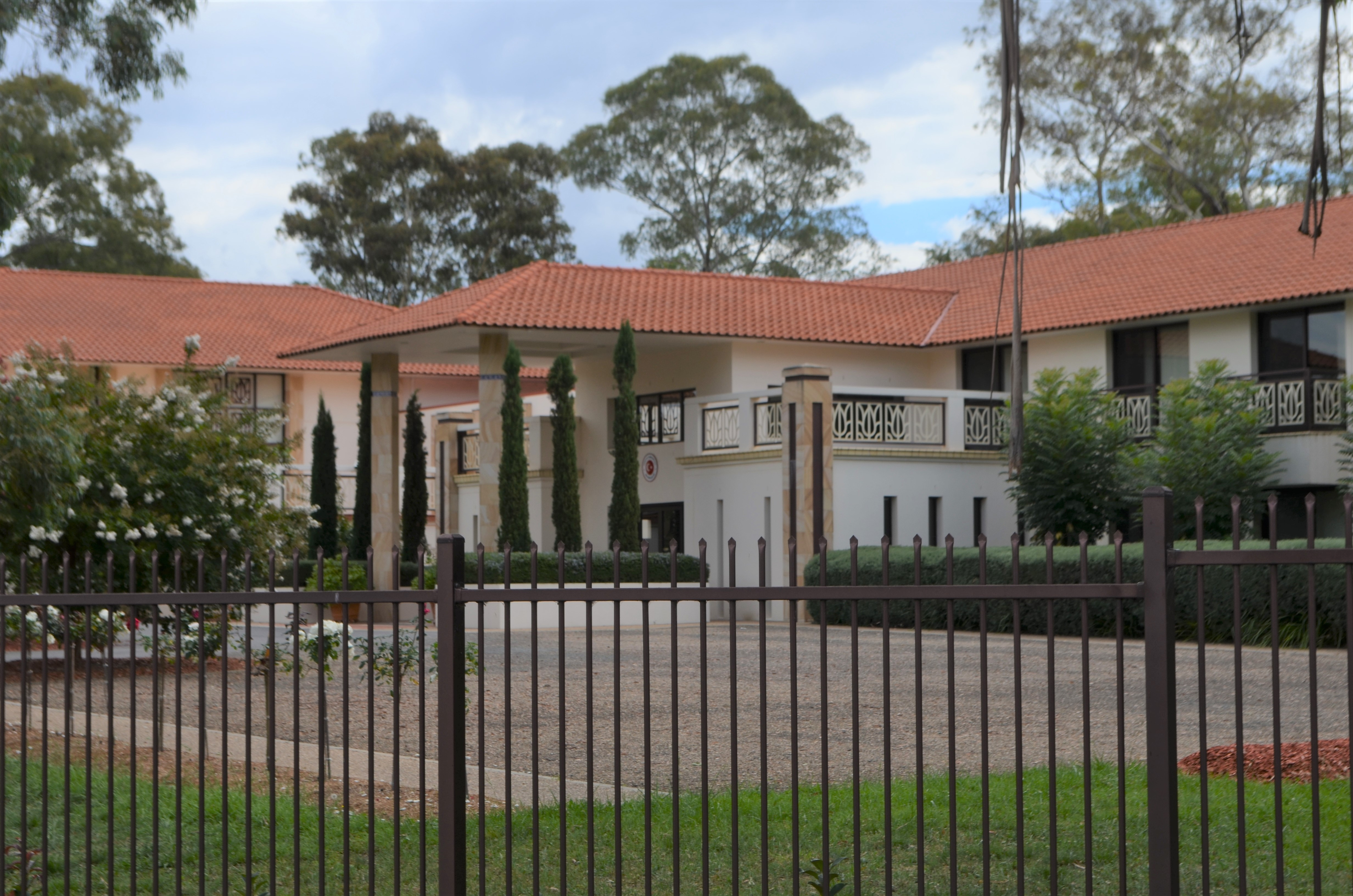
Ambassade à Canberra.
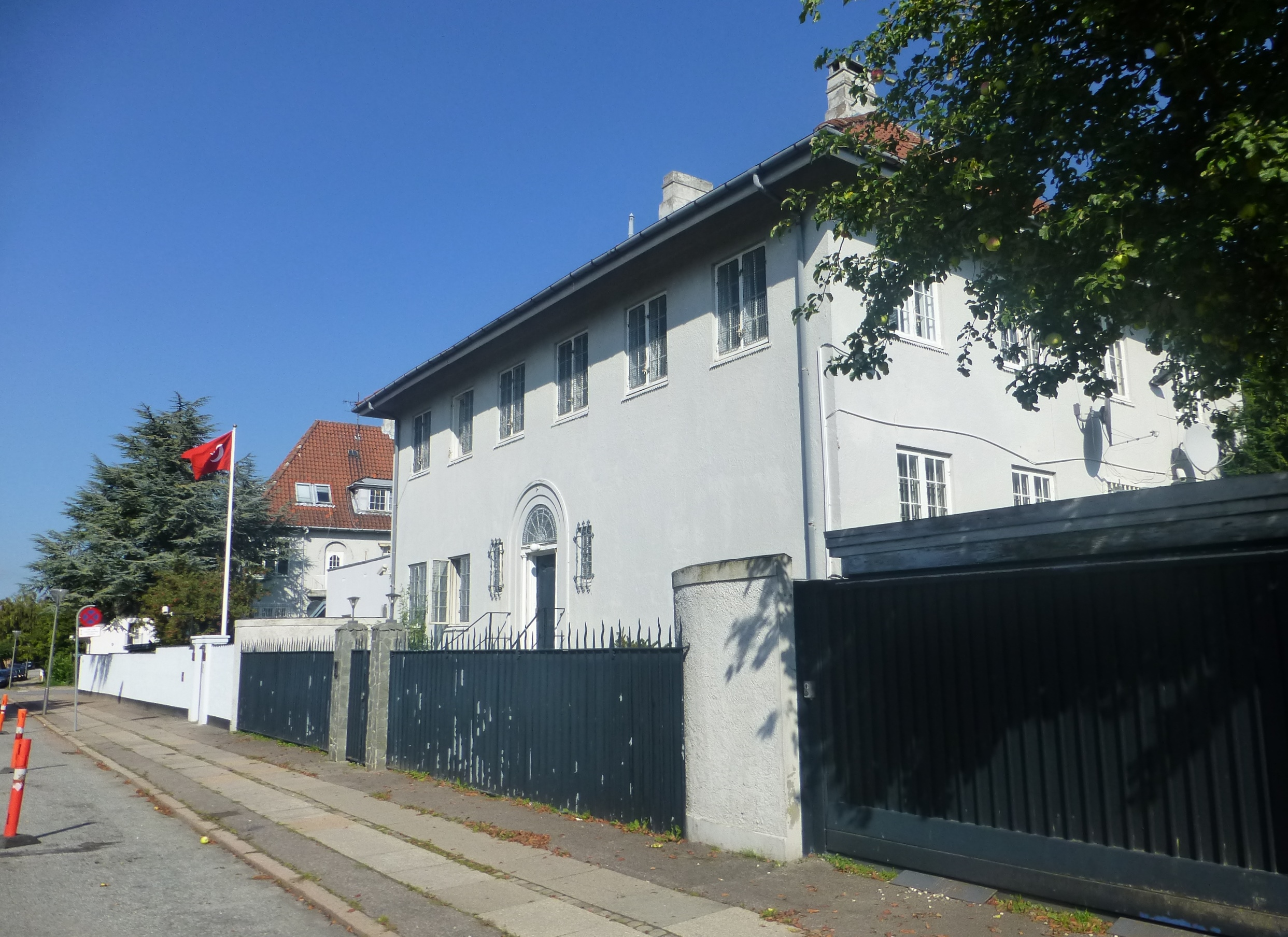
Ambassade à Copenhague.
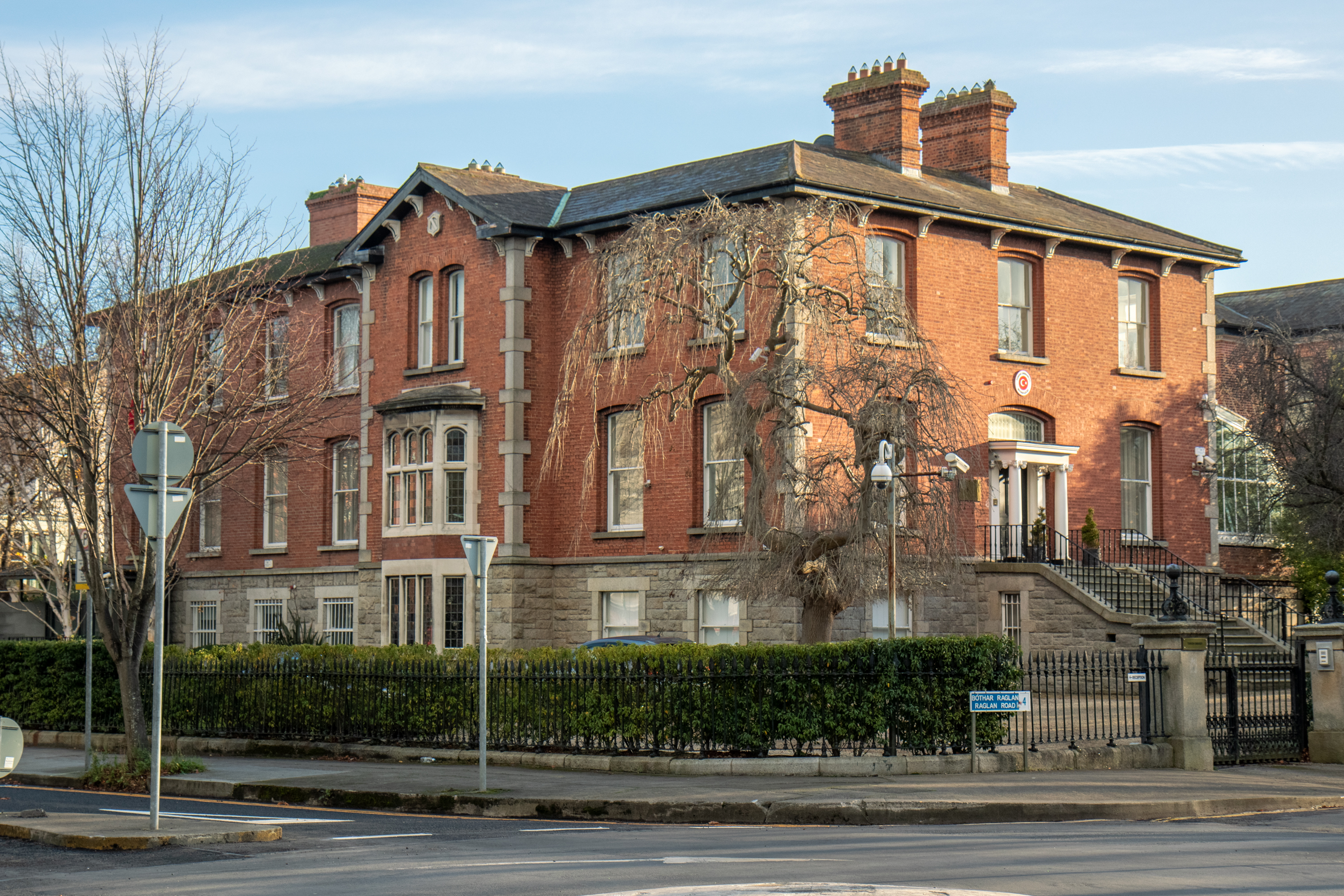
Ambassade à Dublin.
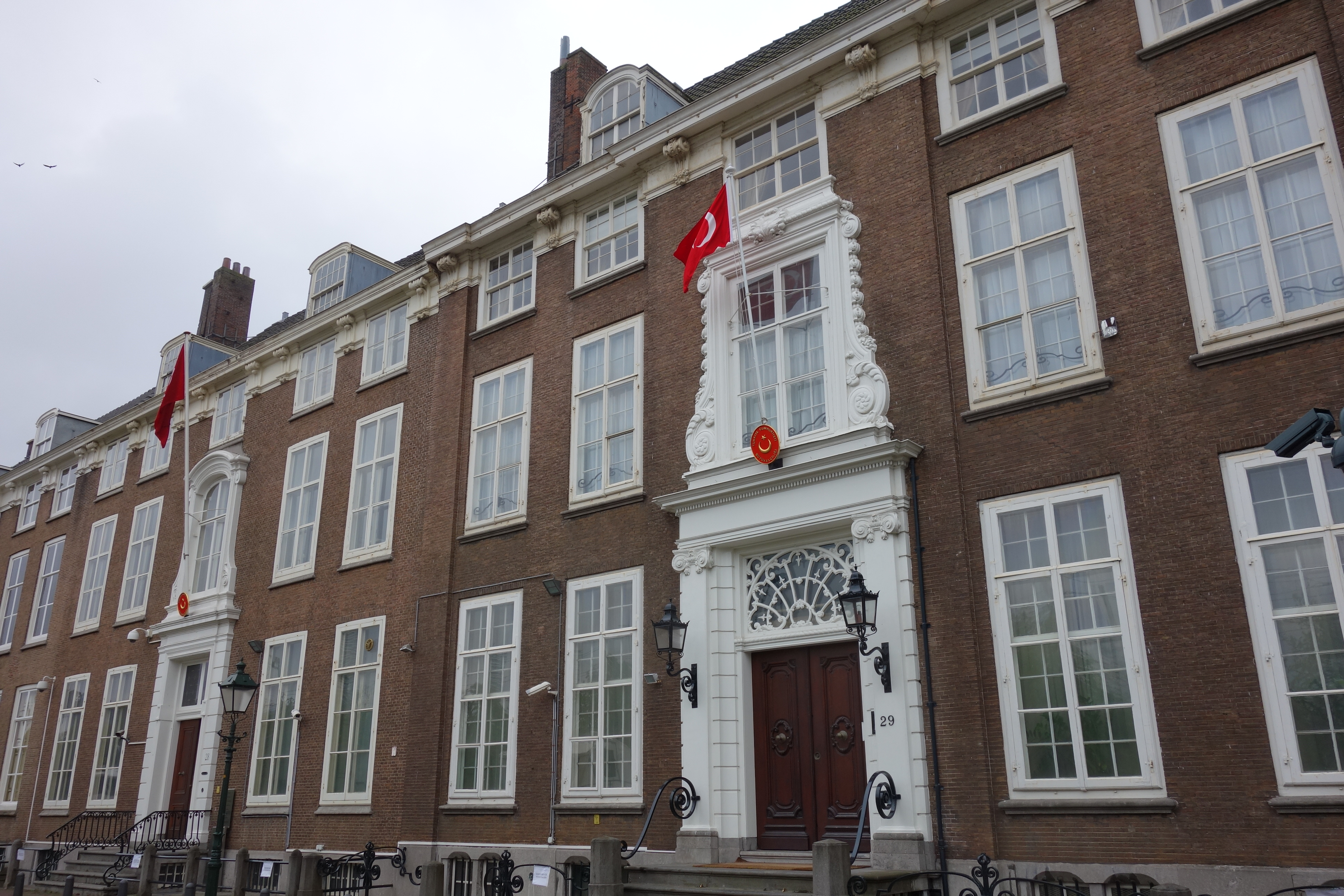
Ambassade à La Haye.
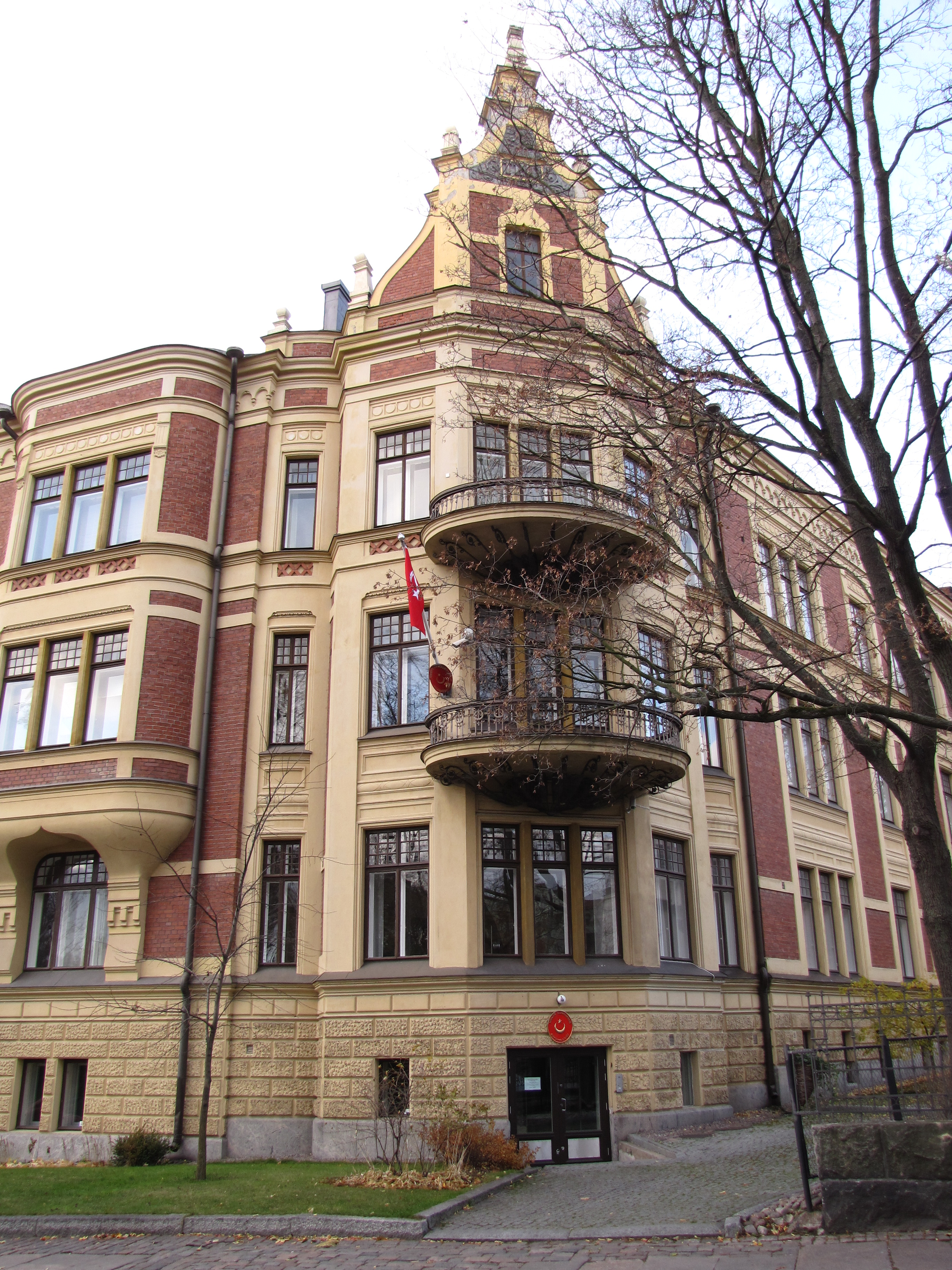
Ambassade à Helsinki.
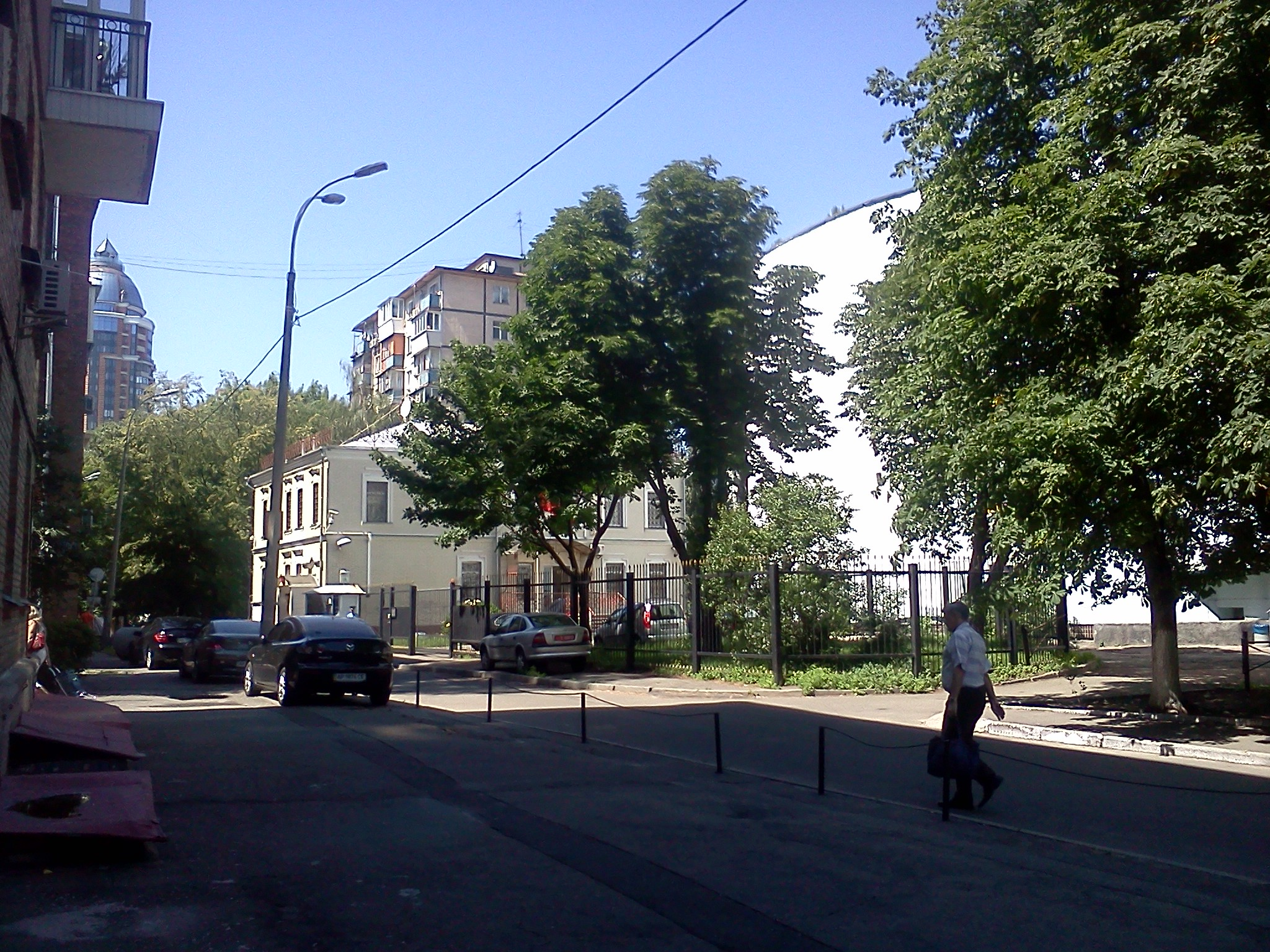
Ambassade à Kiev.
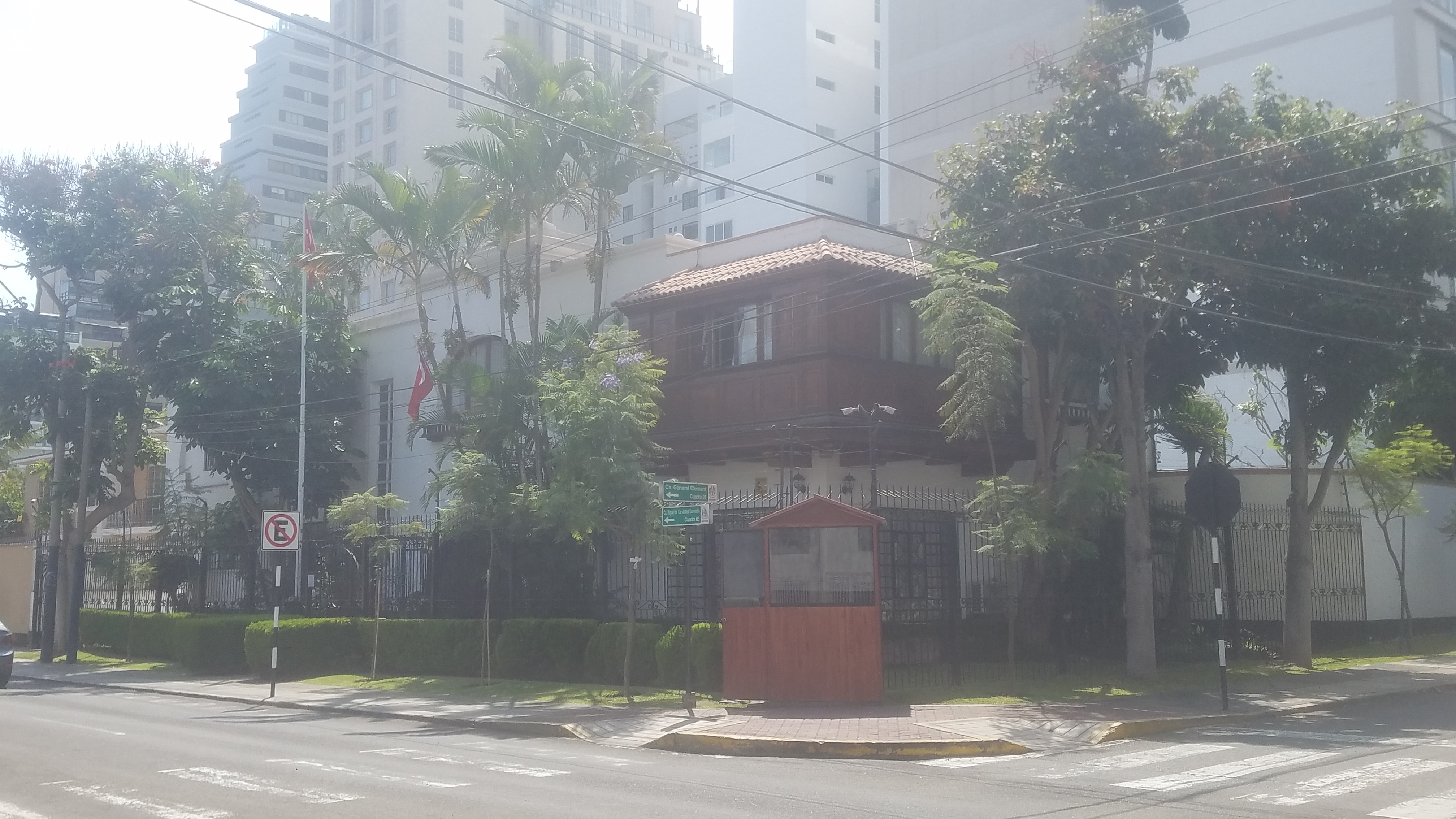
Ambassade à Lima.
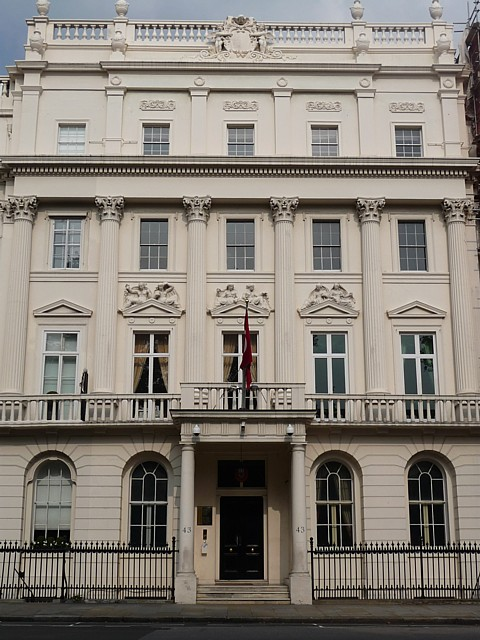
Ambassade à Londres.
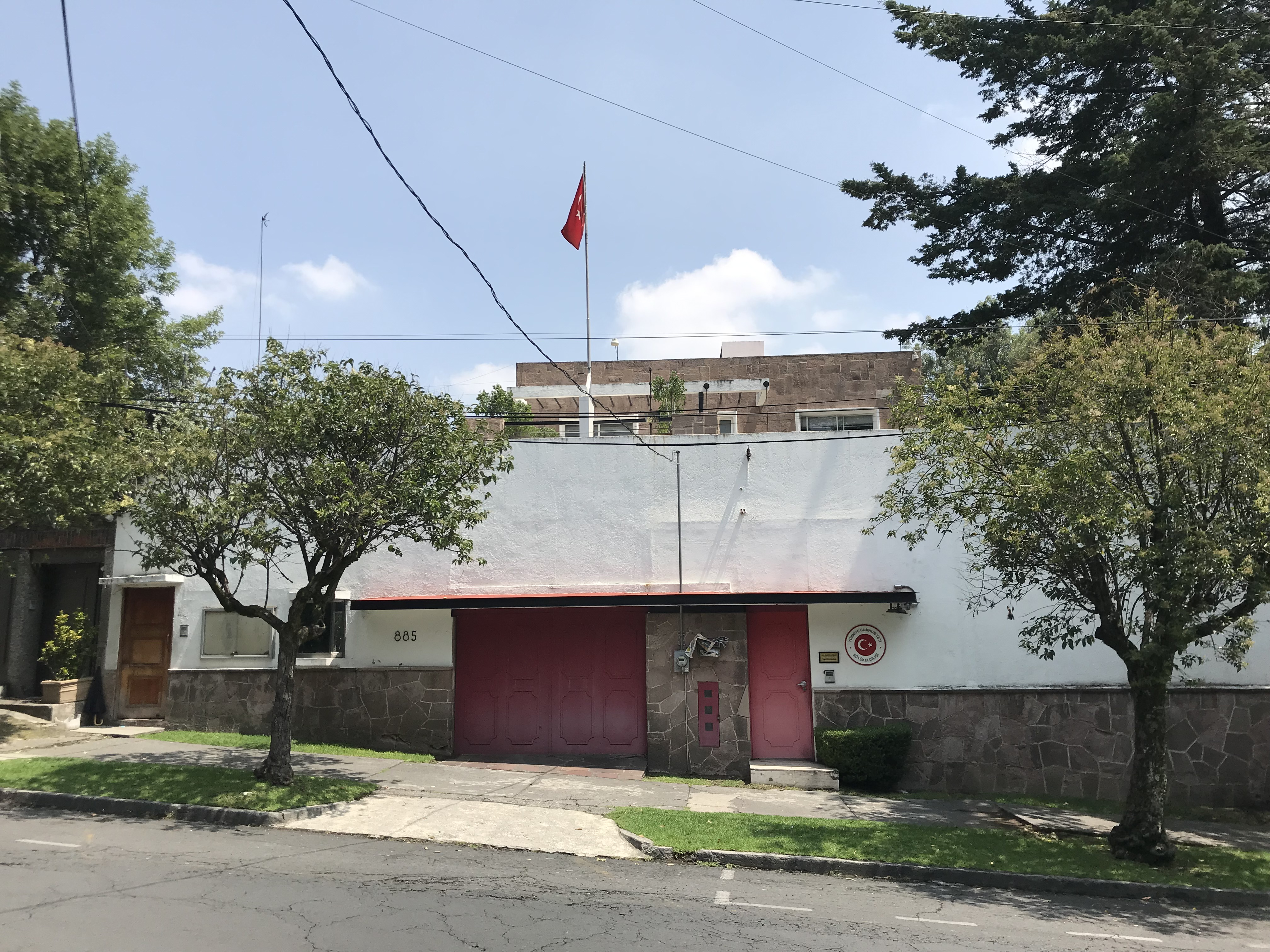
Ambassade à Mexico.
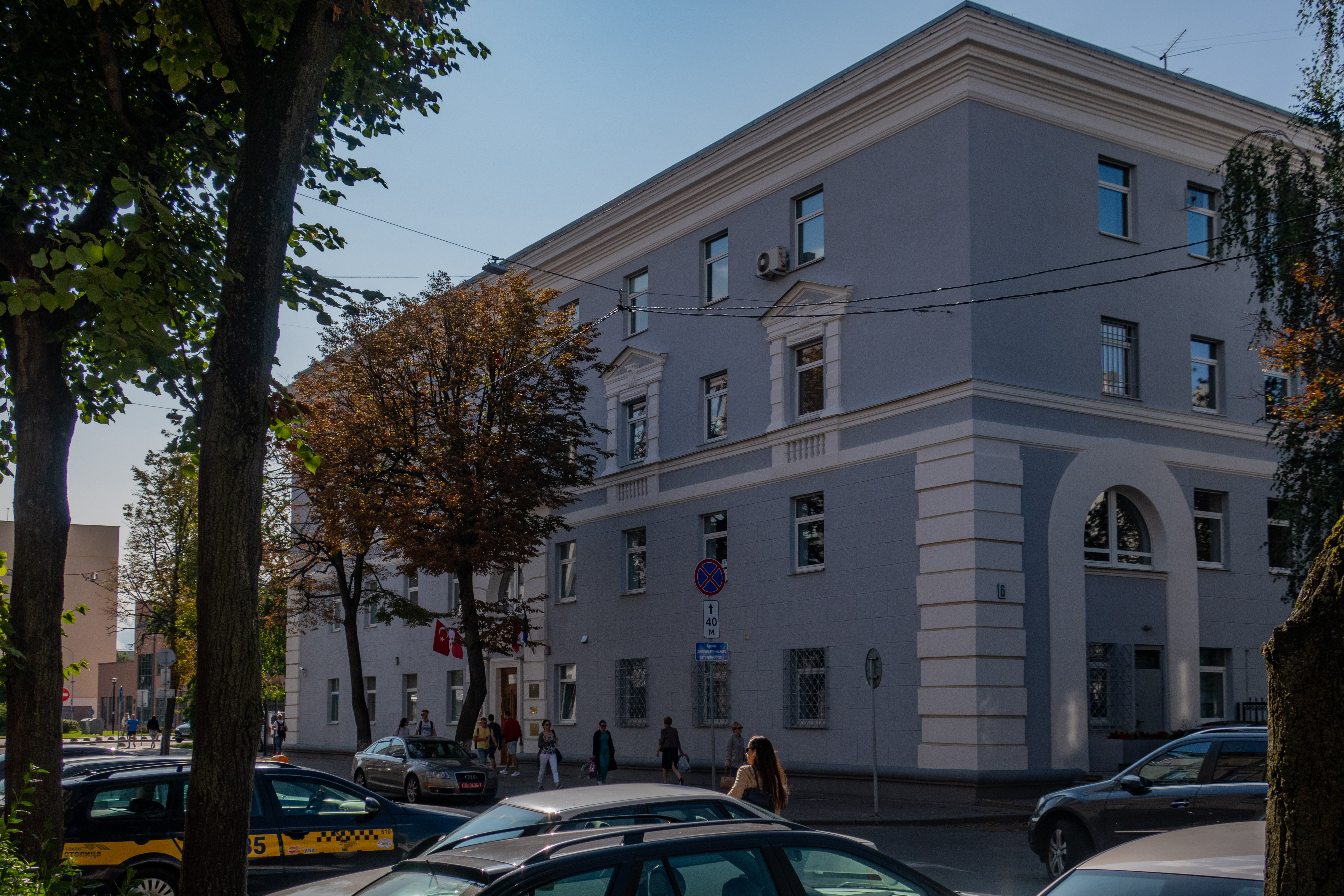
Ambassade à Minsk.
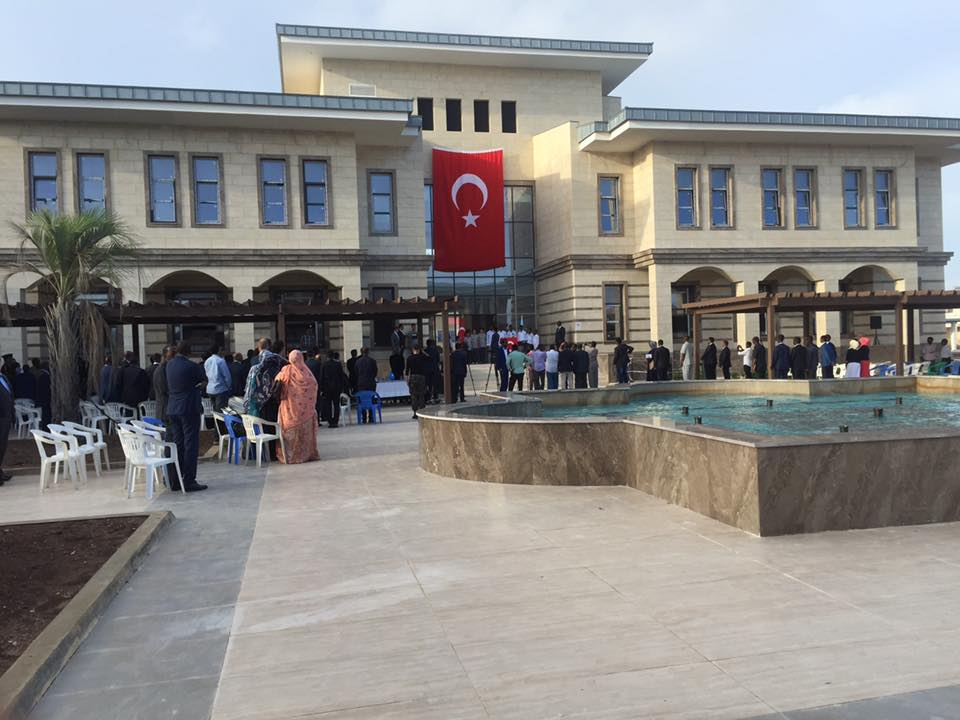
Ambassade à Mogadiscio.
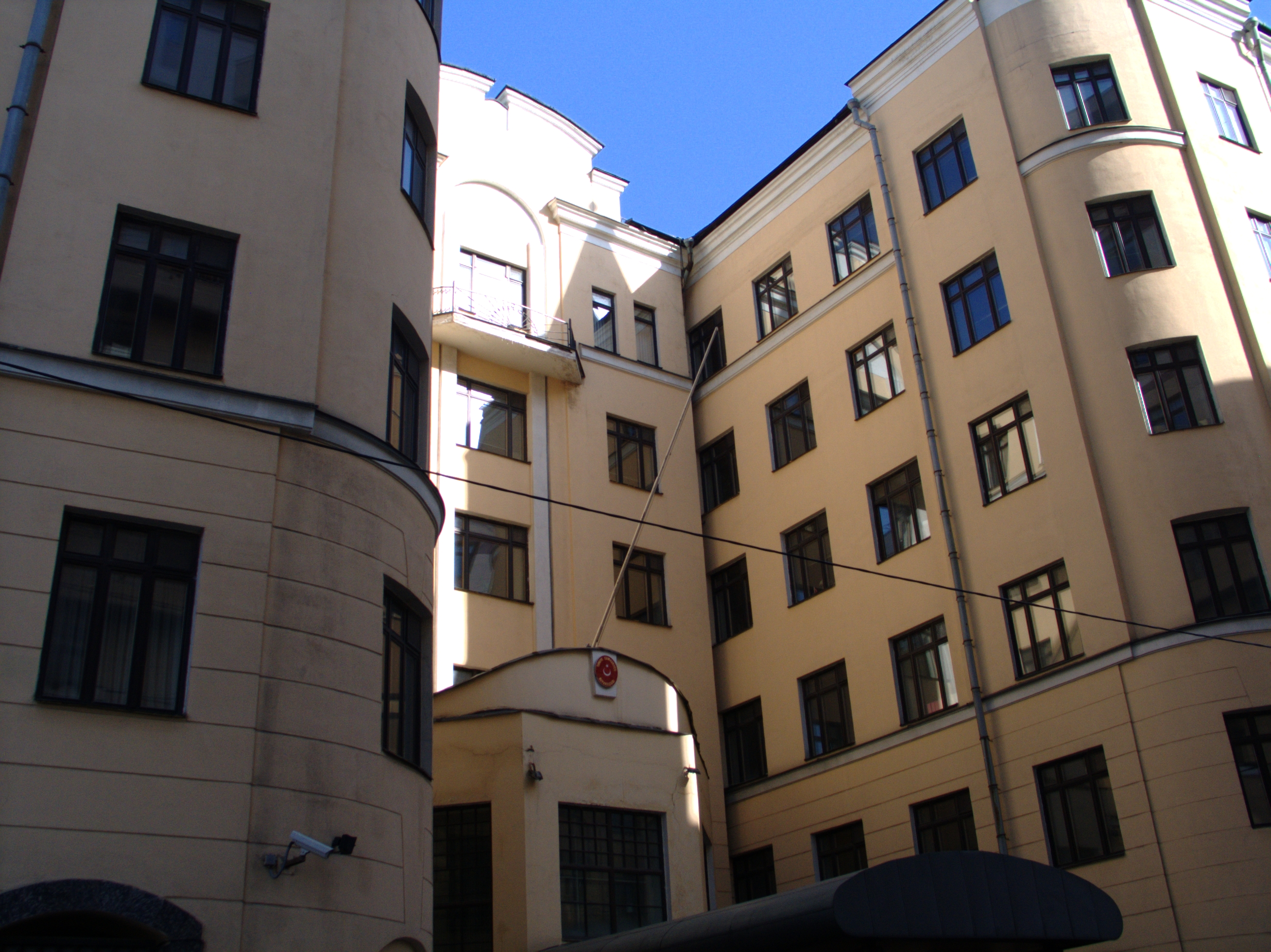
Ambassade à Moscou.
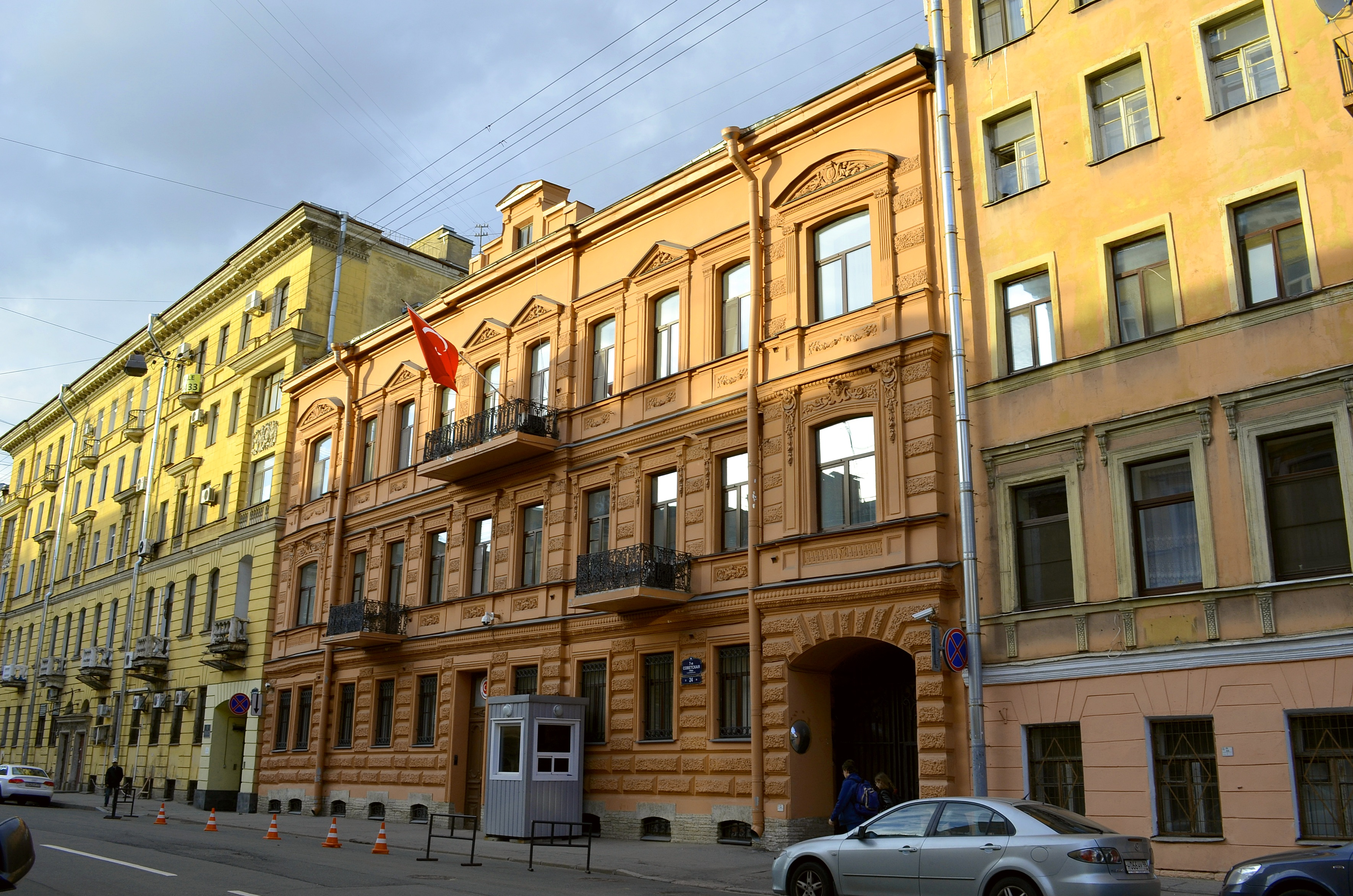
Consulat général à Saint Pétersbourg.
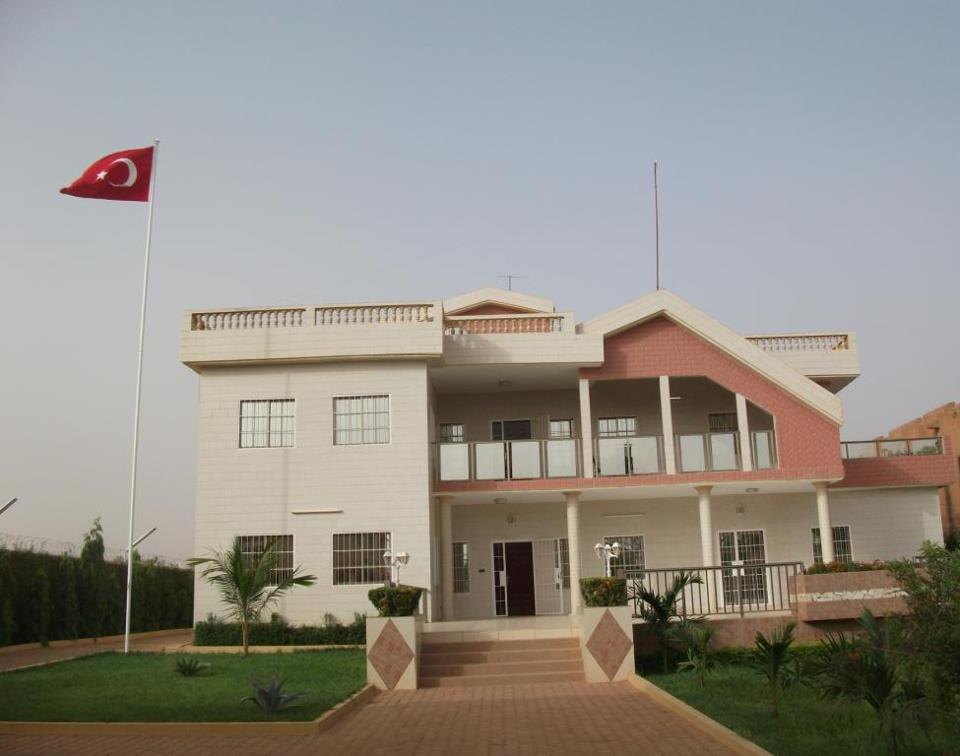
Ambassade à Niamey.
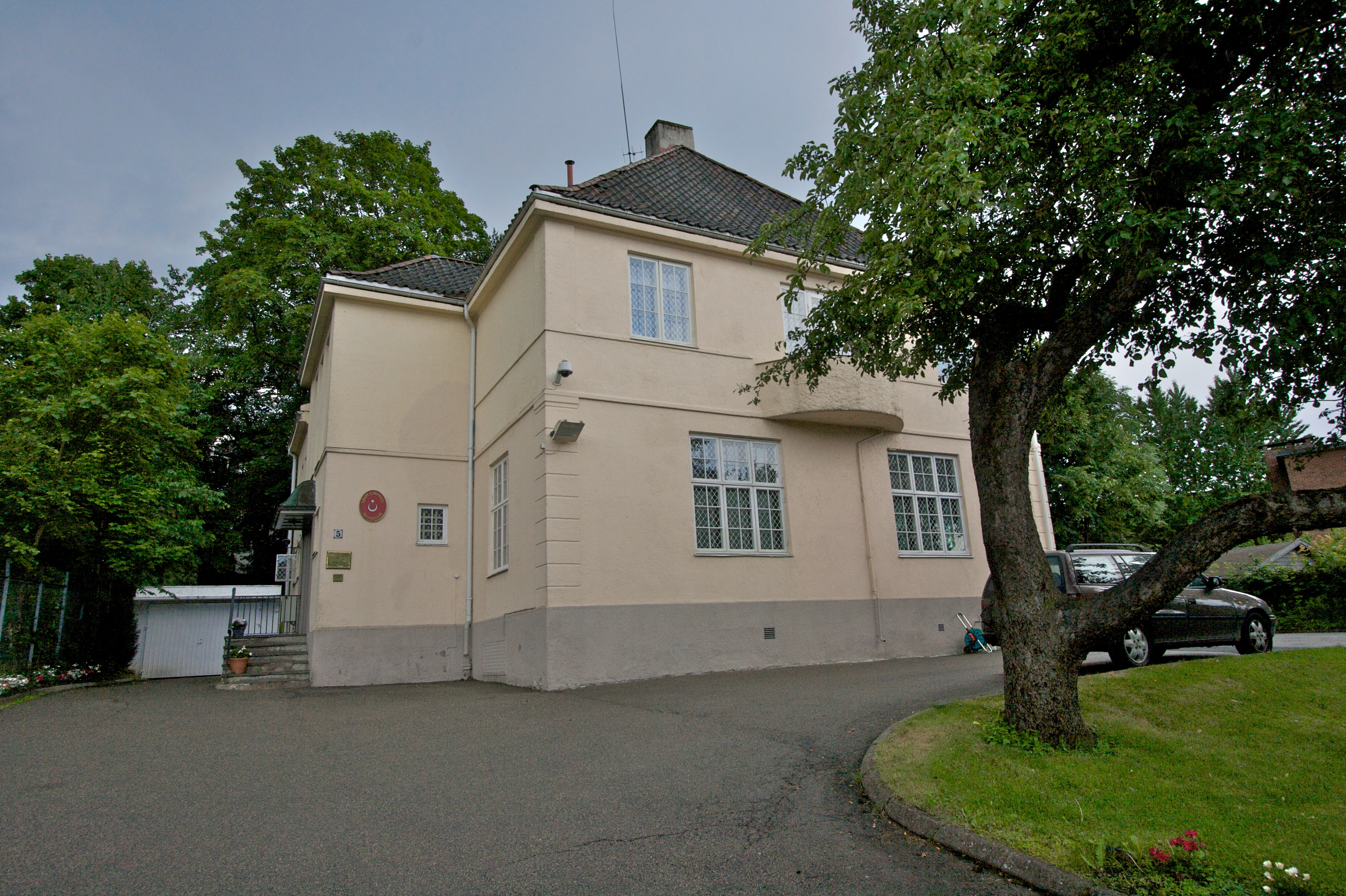
Ambassade à Oslo.
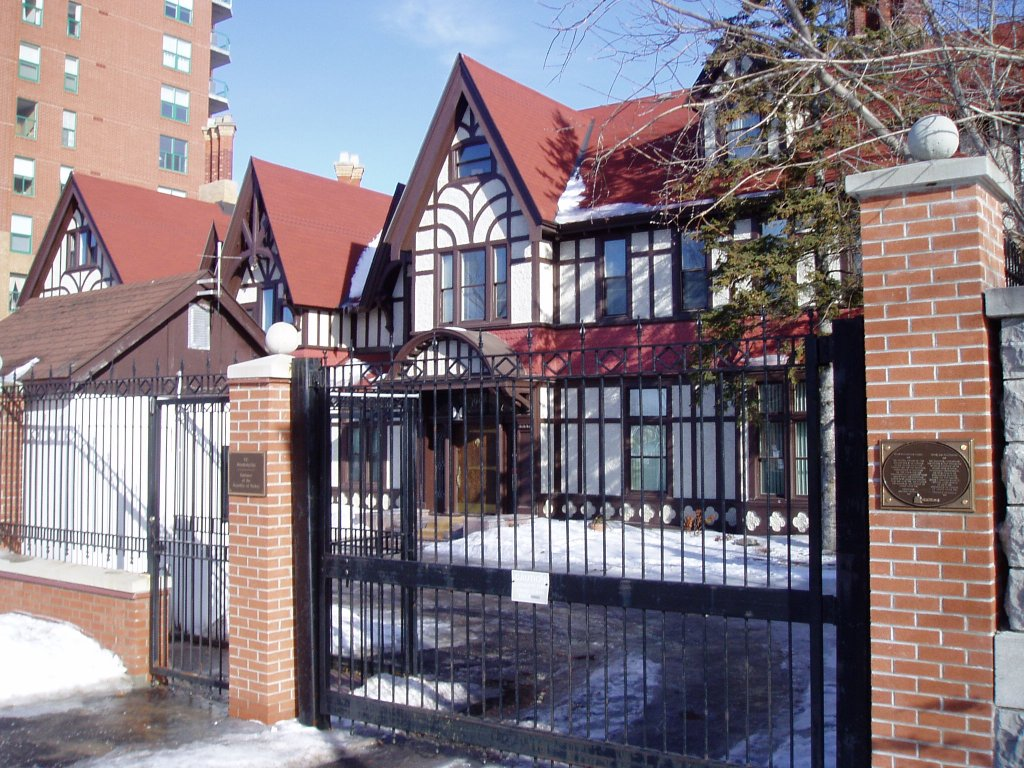
Ambassade à Ottawa.
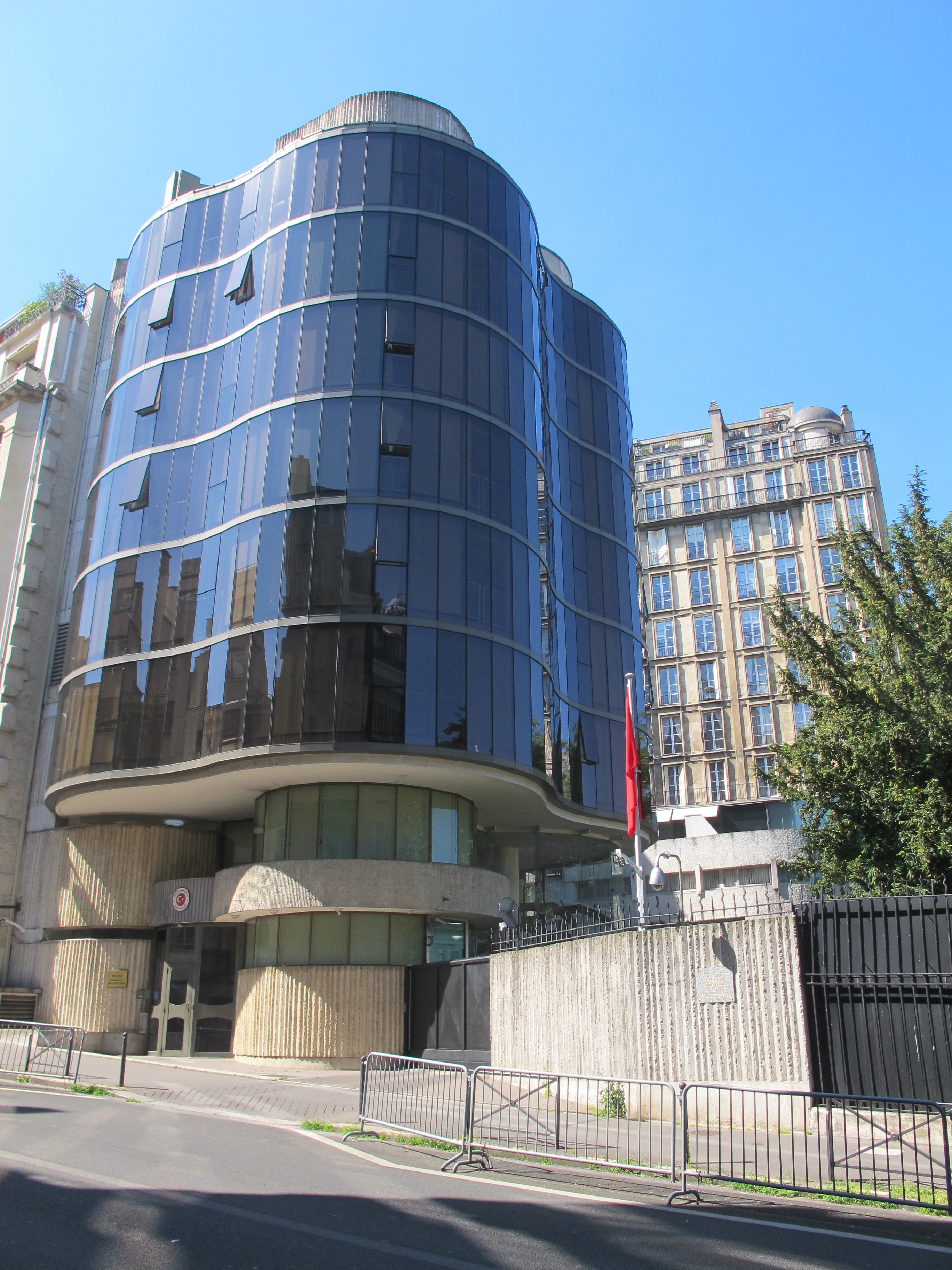
Ambassade à Paris.
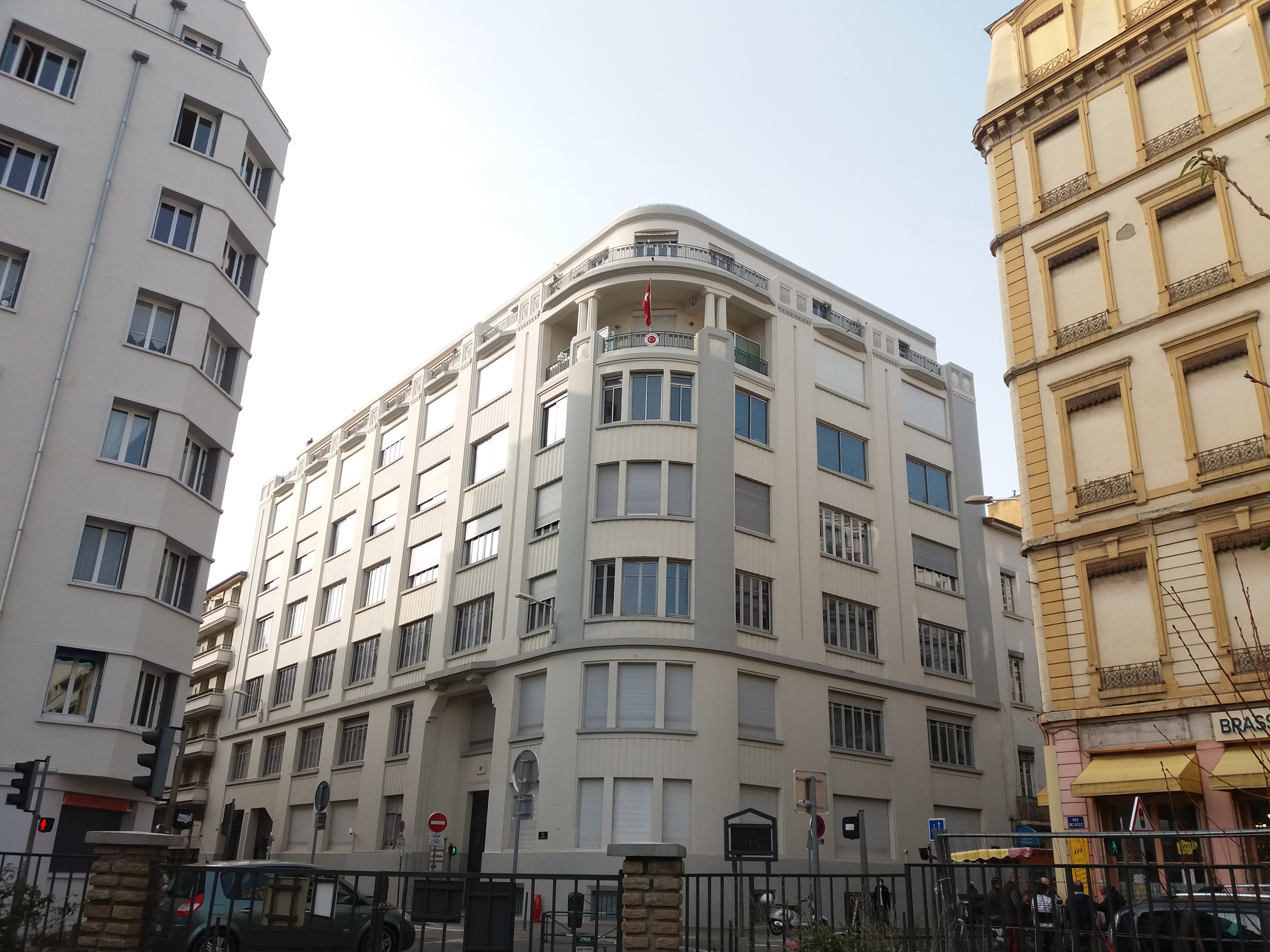
Consulat général à Lyon.
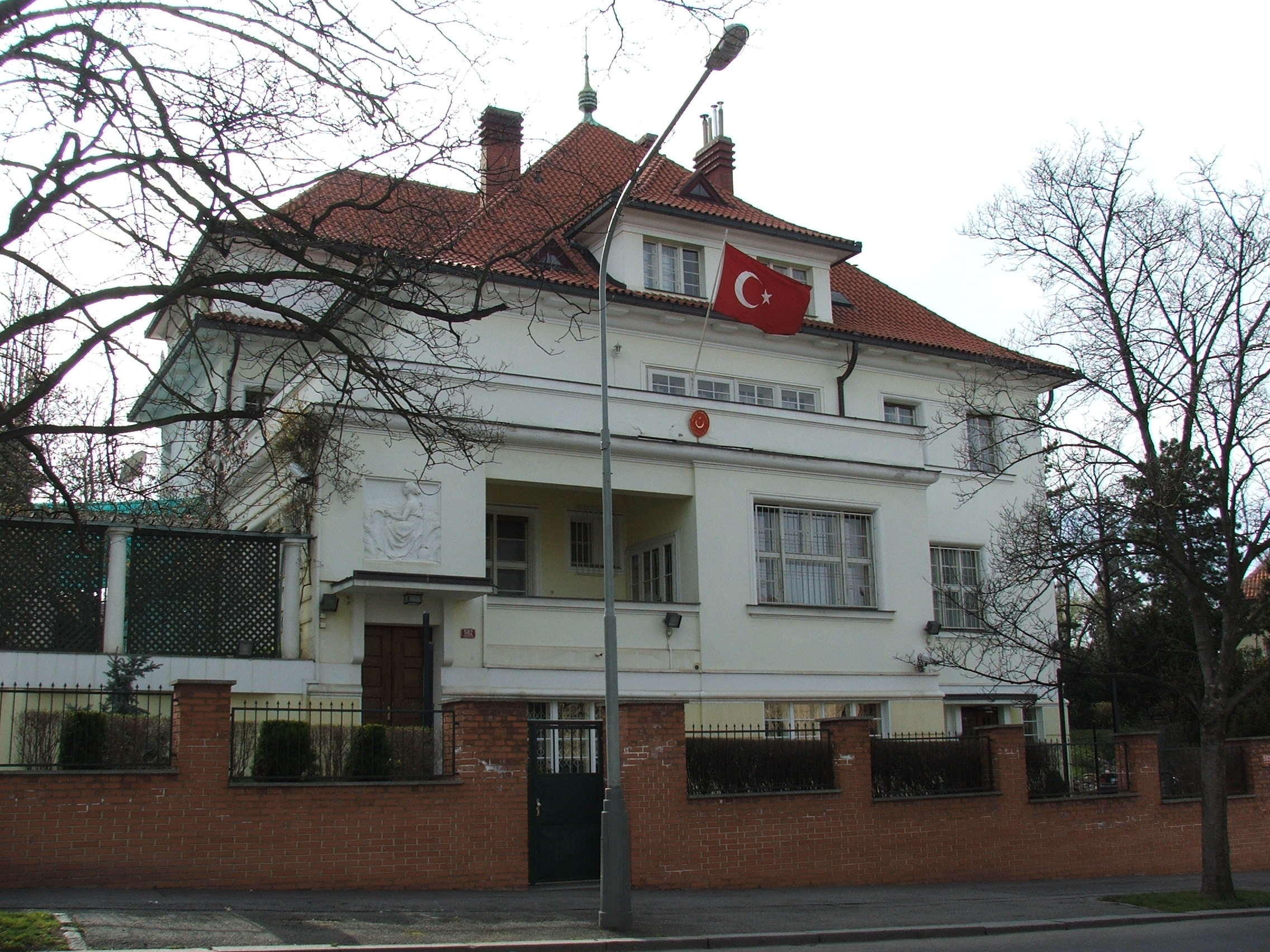
Ambassade à Prague.
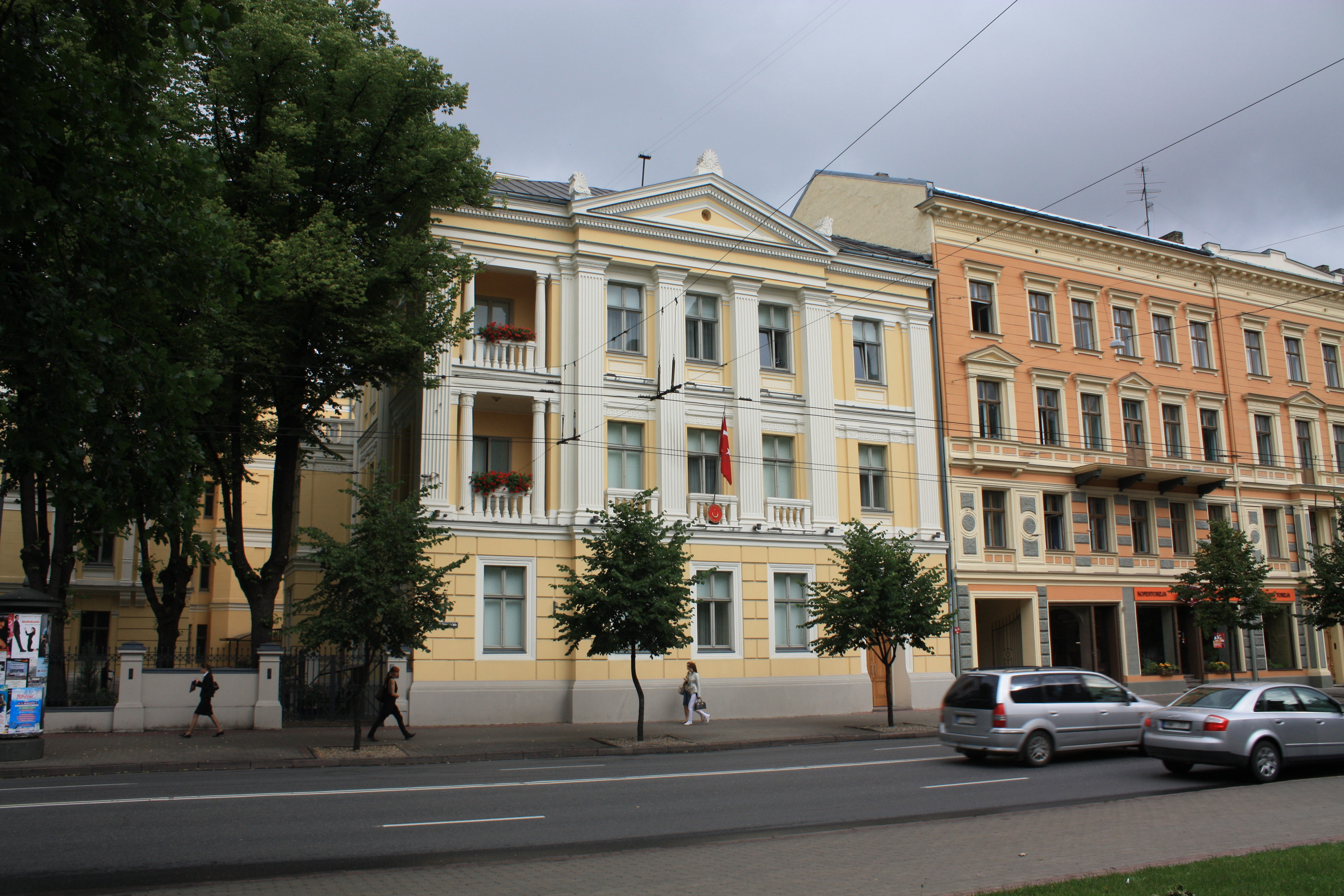
Ambassade à Riga.
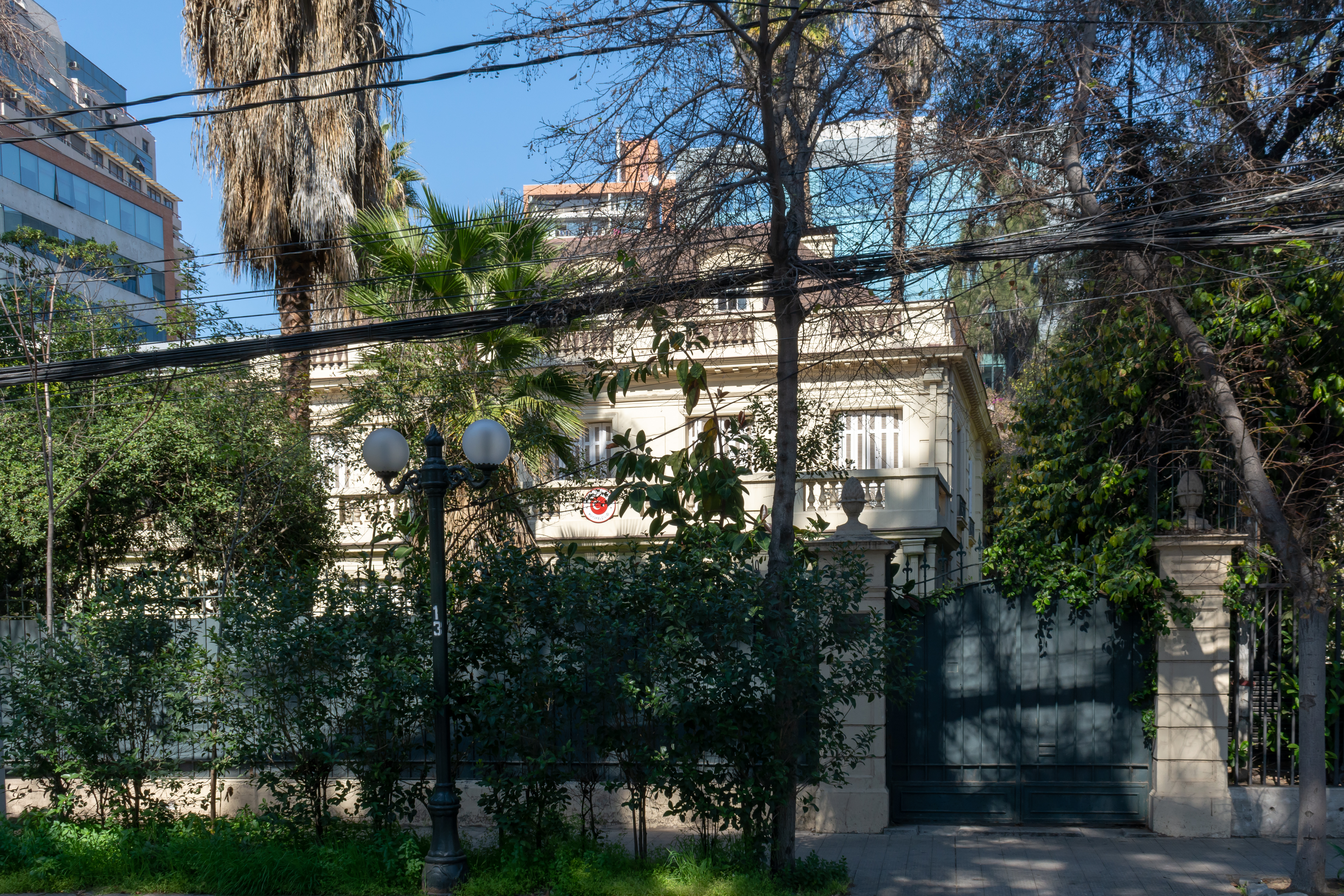
Ambassade à Santiago.
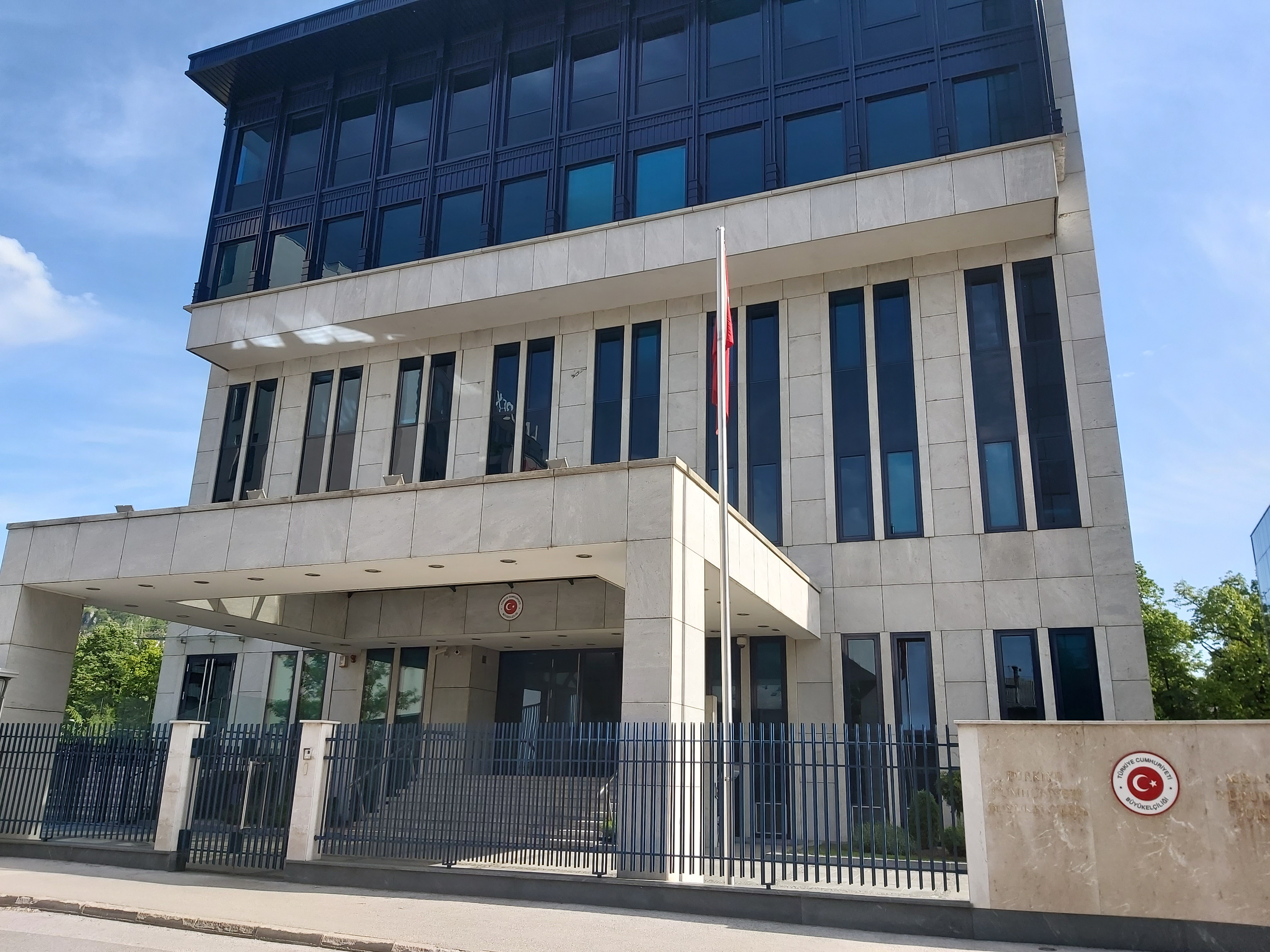
Ambassade à Sarajevo.
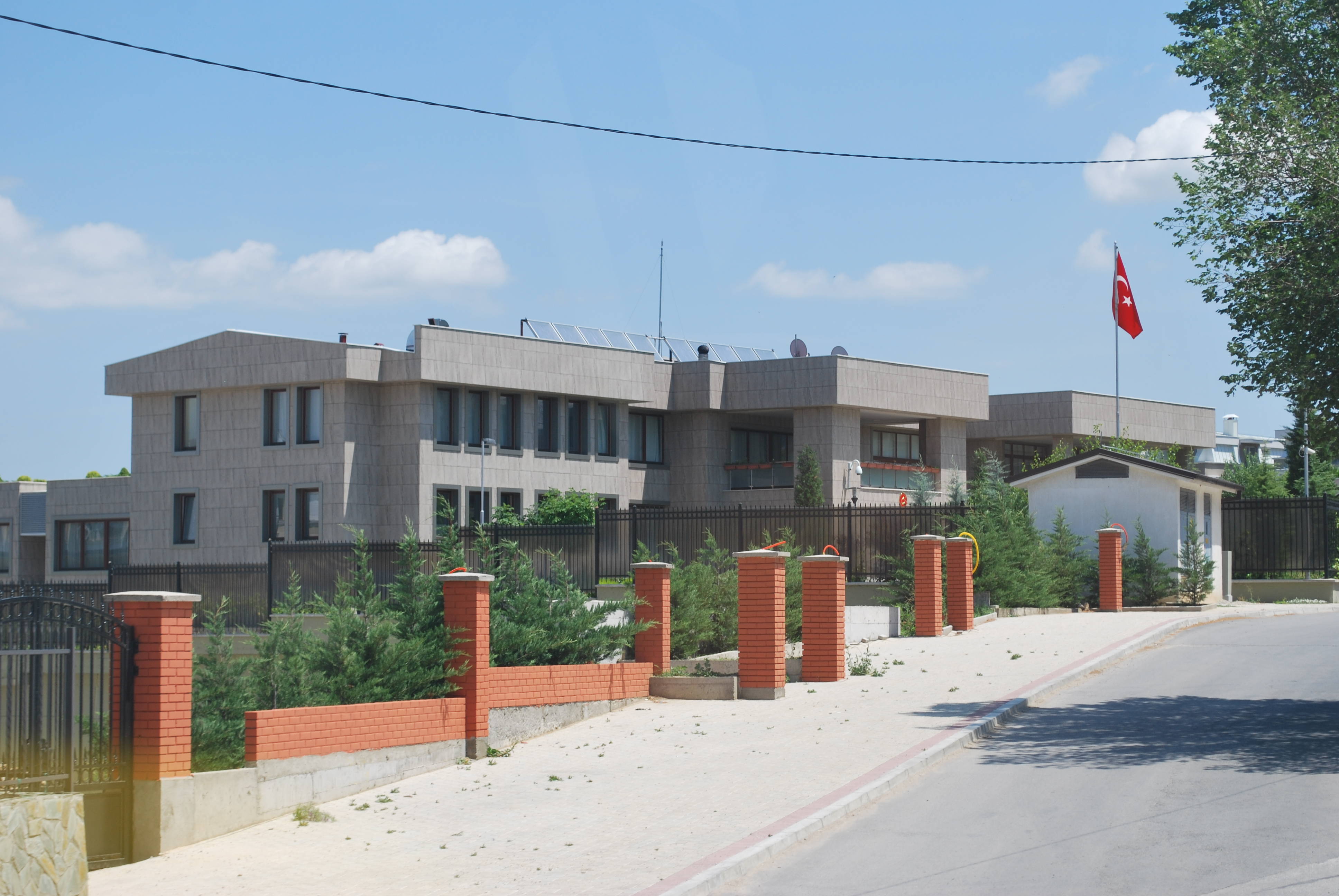
Ambassade à Skopje.
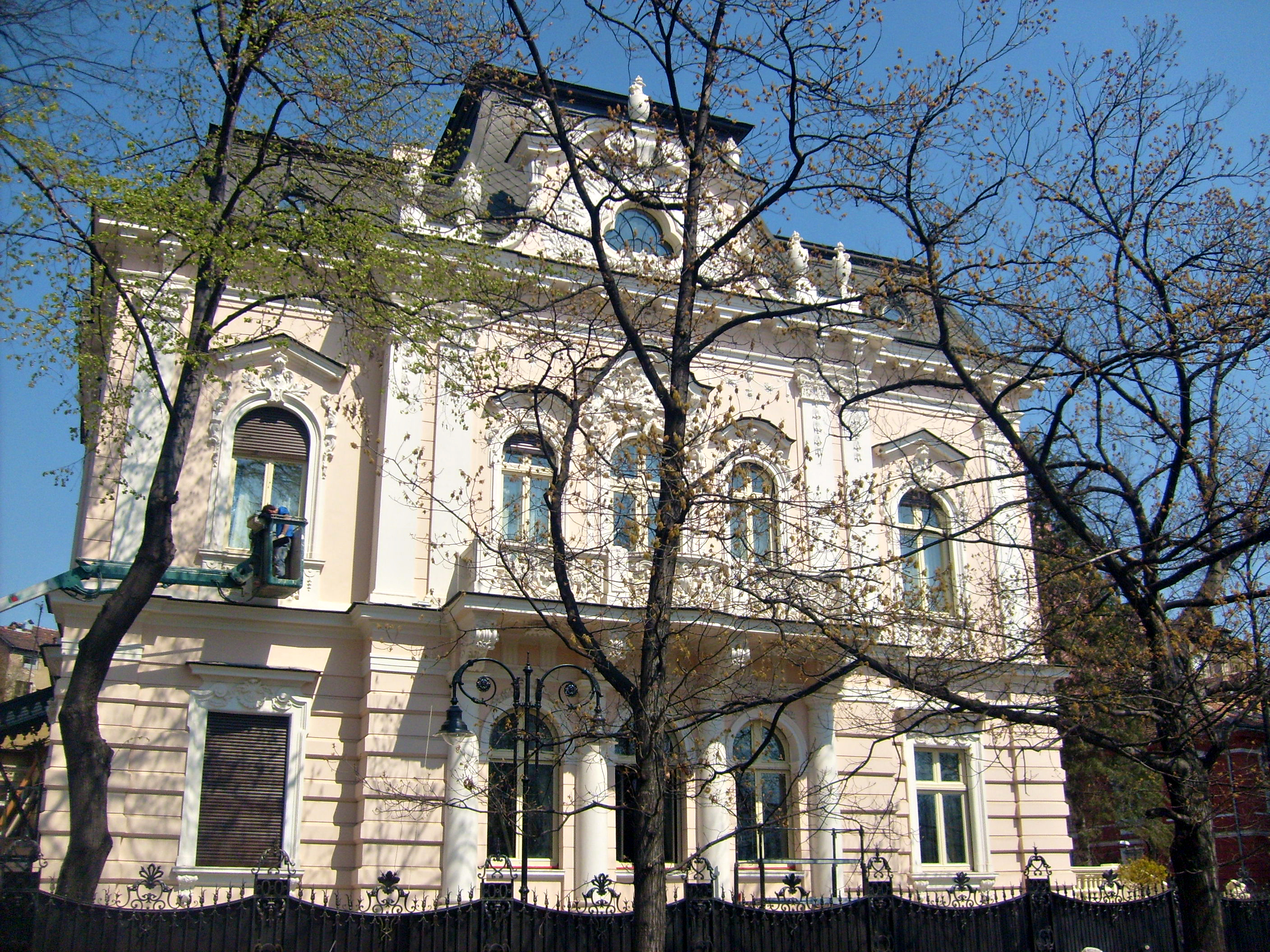
Ambassade à Sofia.
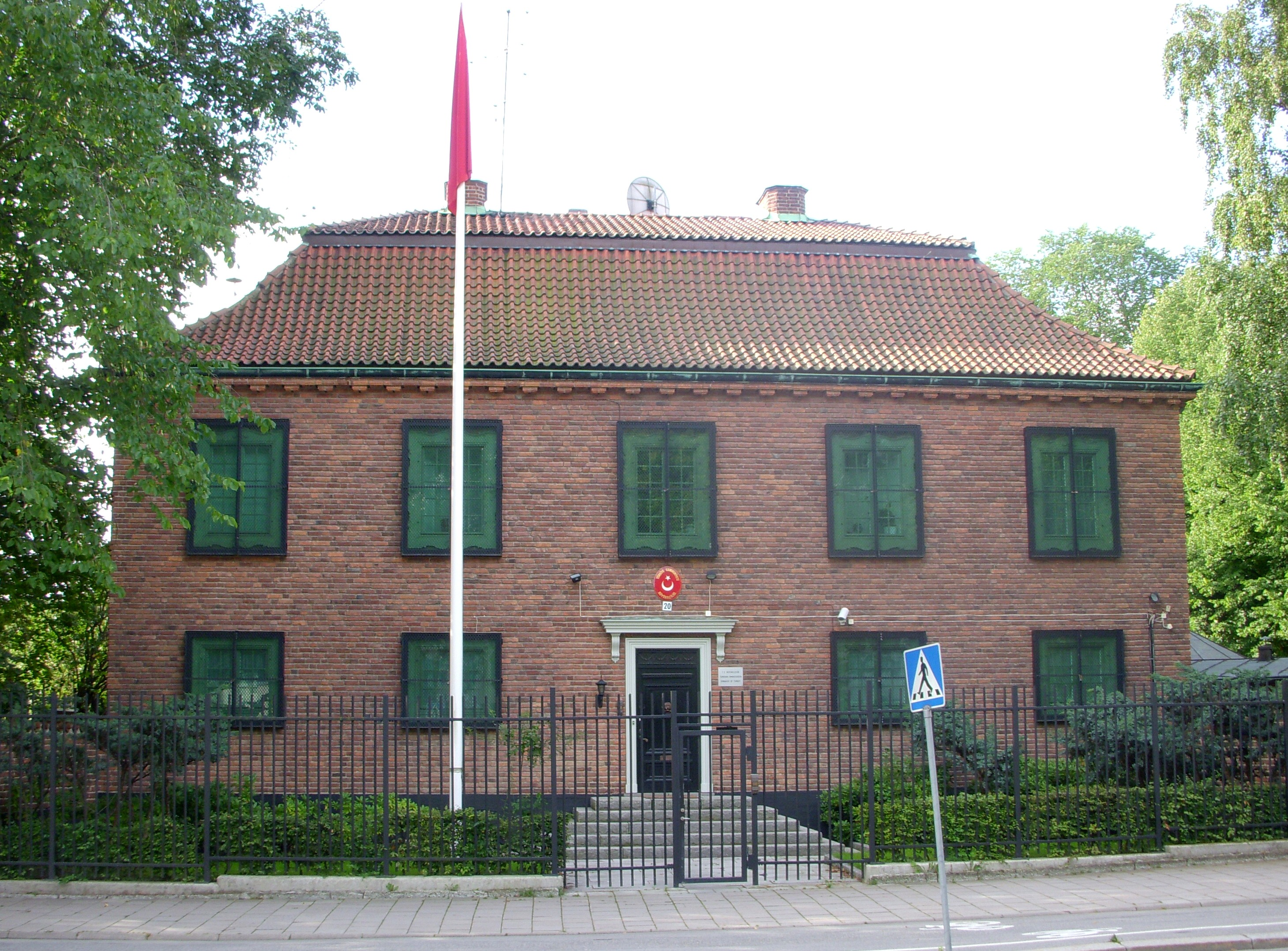
Ambassade à Stockholm.
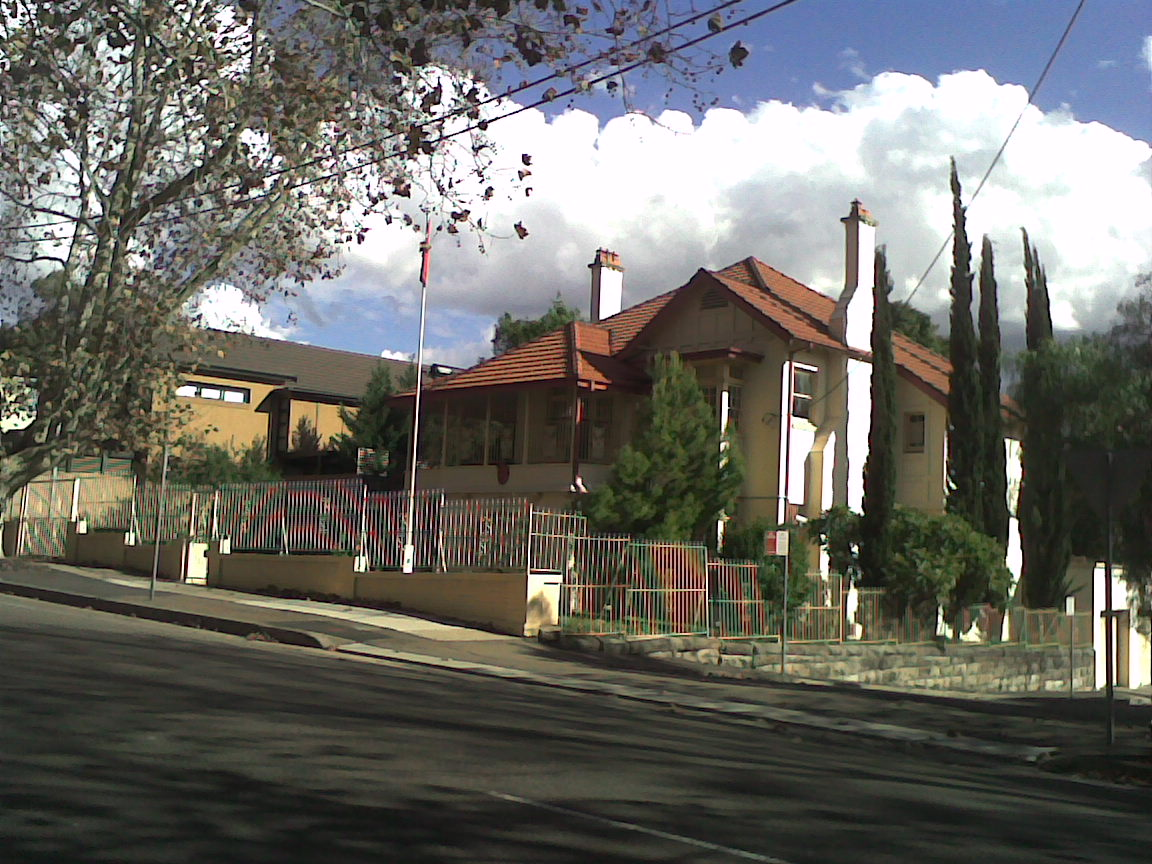
Consulat général à Sydney.
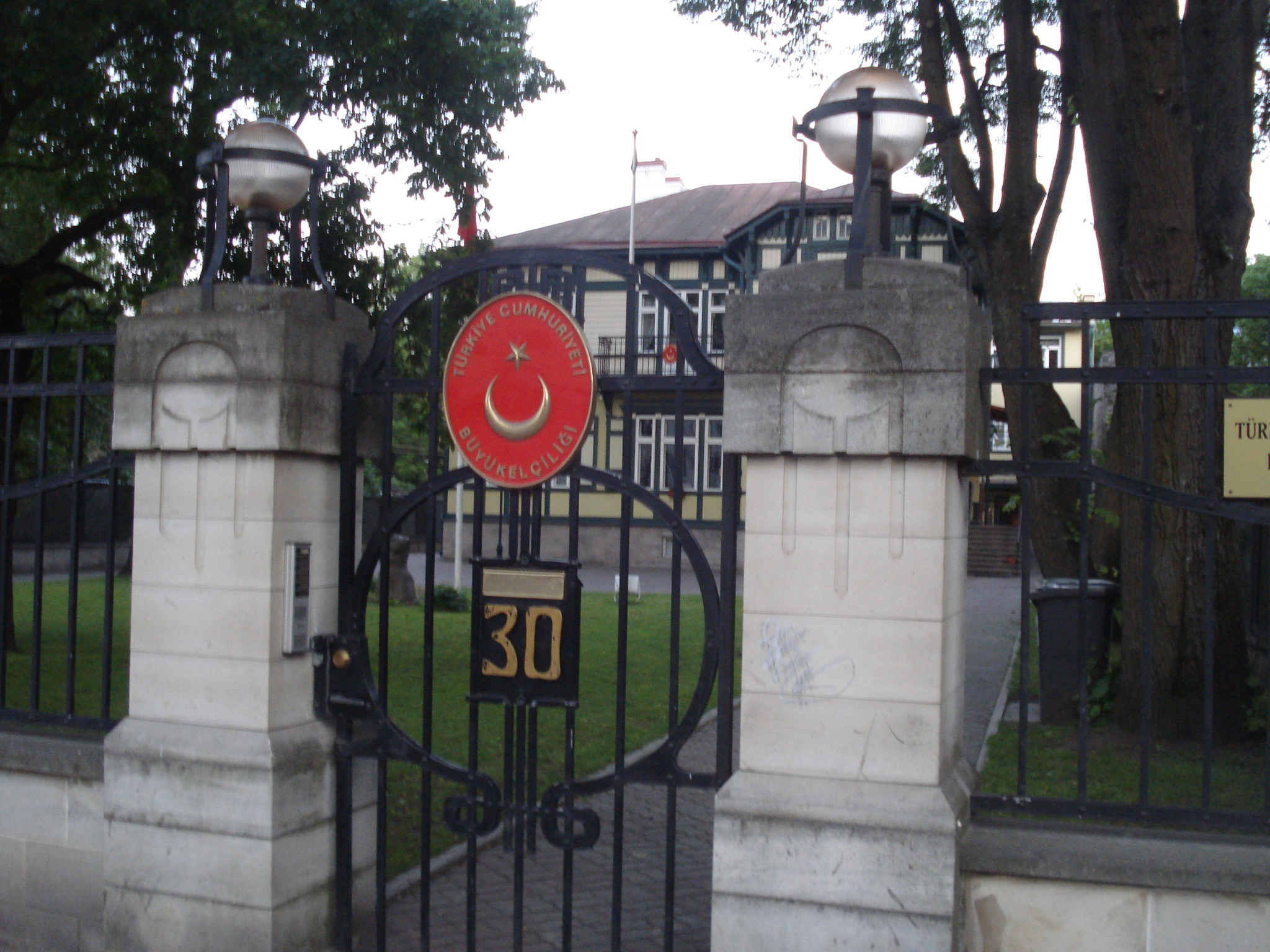
Ambassade à Tallinn.
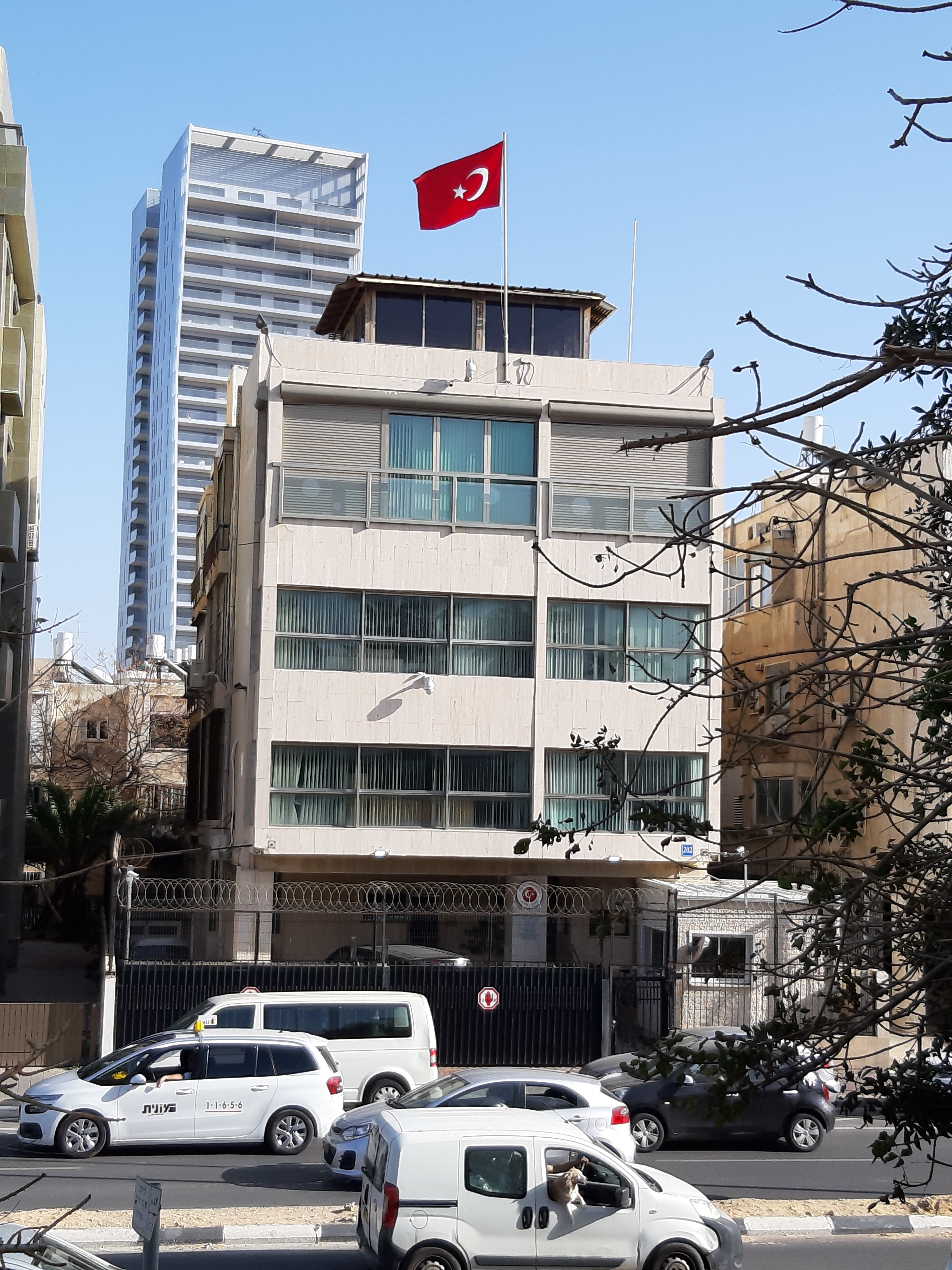
Ambassade à Tel-Aviv.
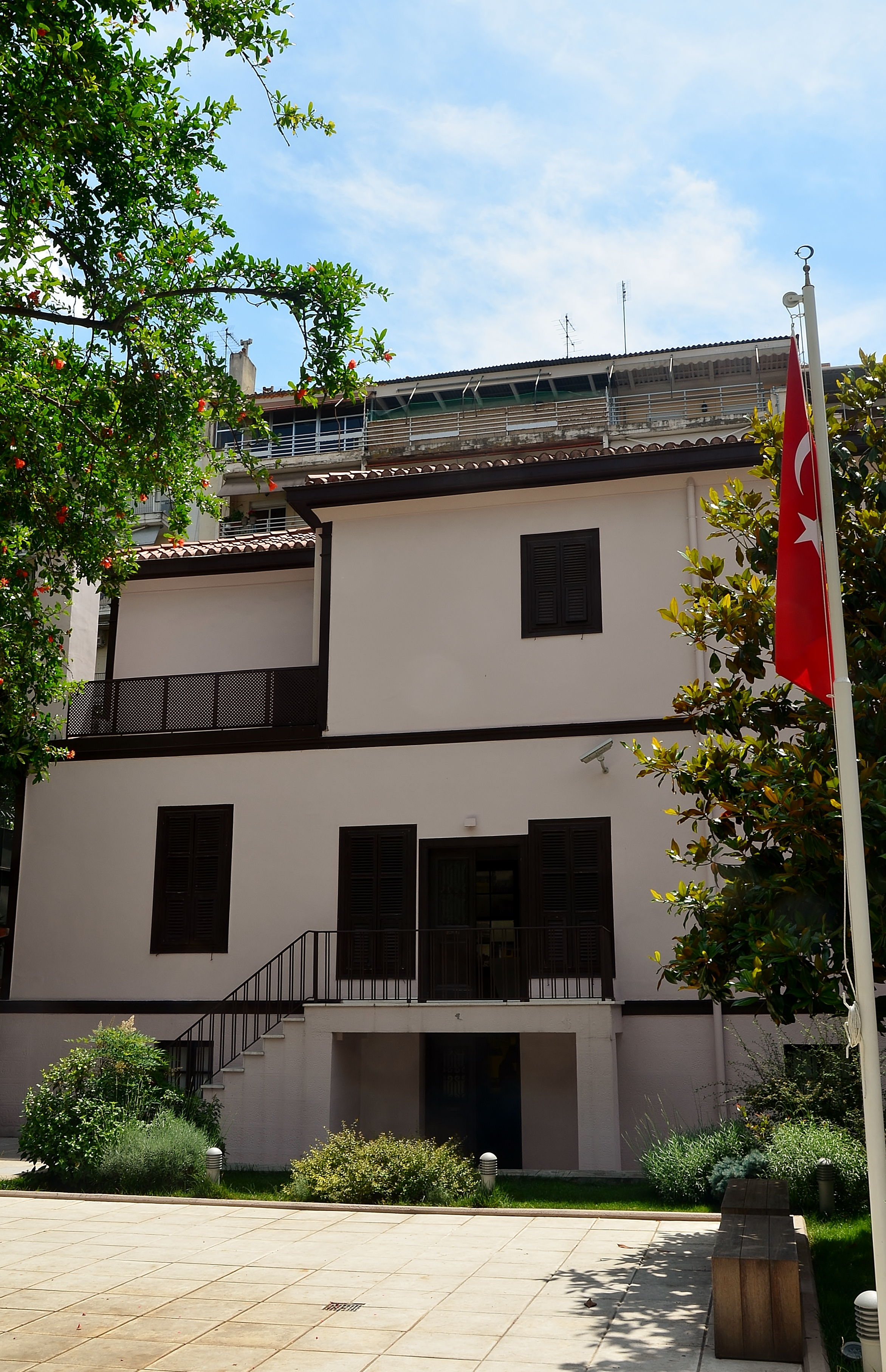
Consulat général à Thessalonique.
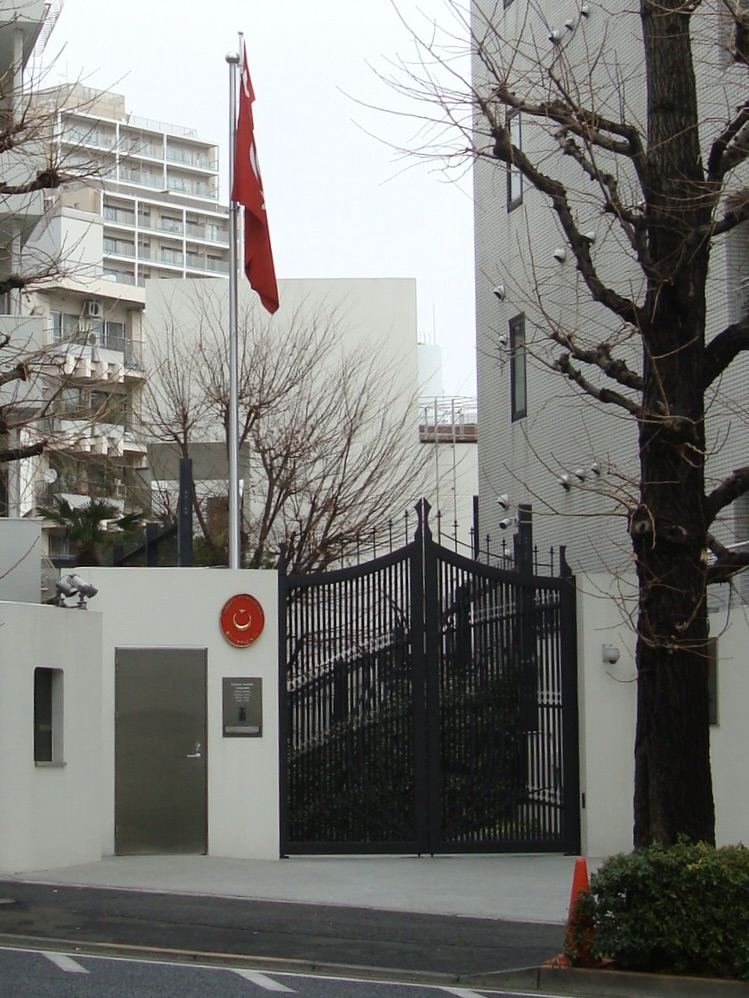
Ambassade à Tokyo.
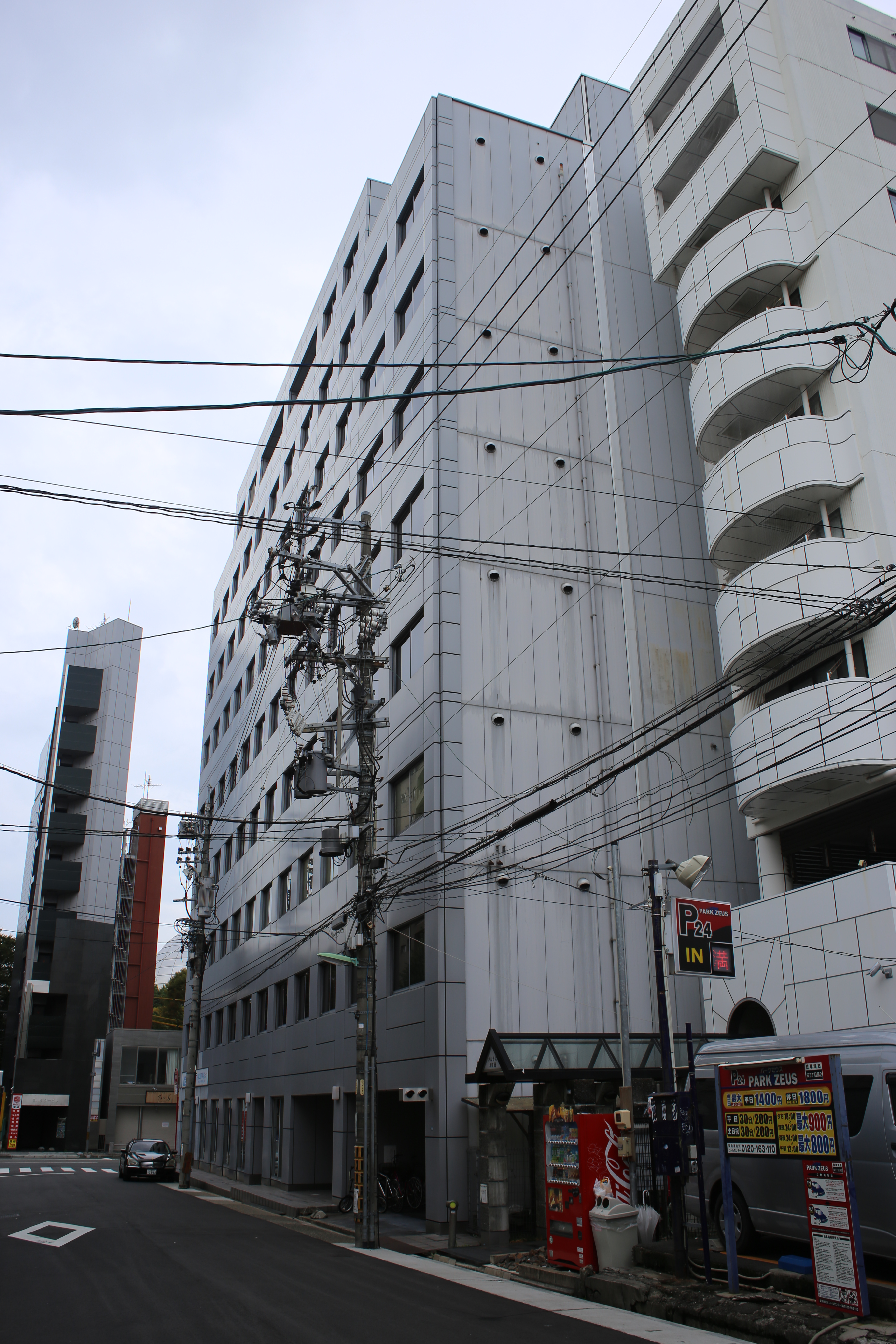
Consulat général à Nagoya.
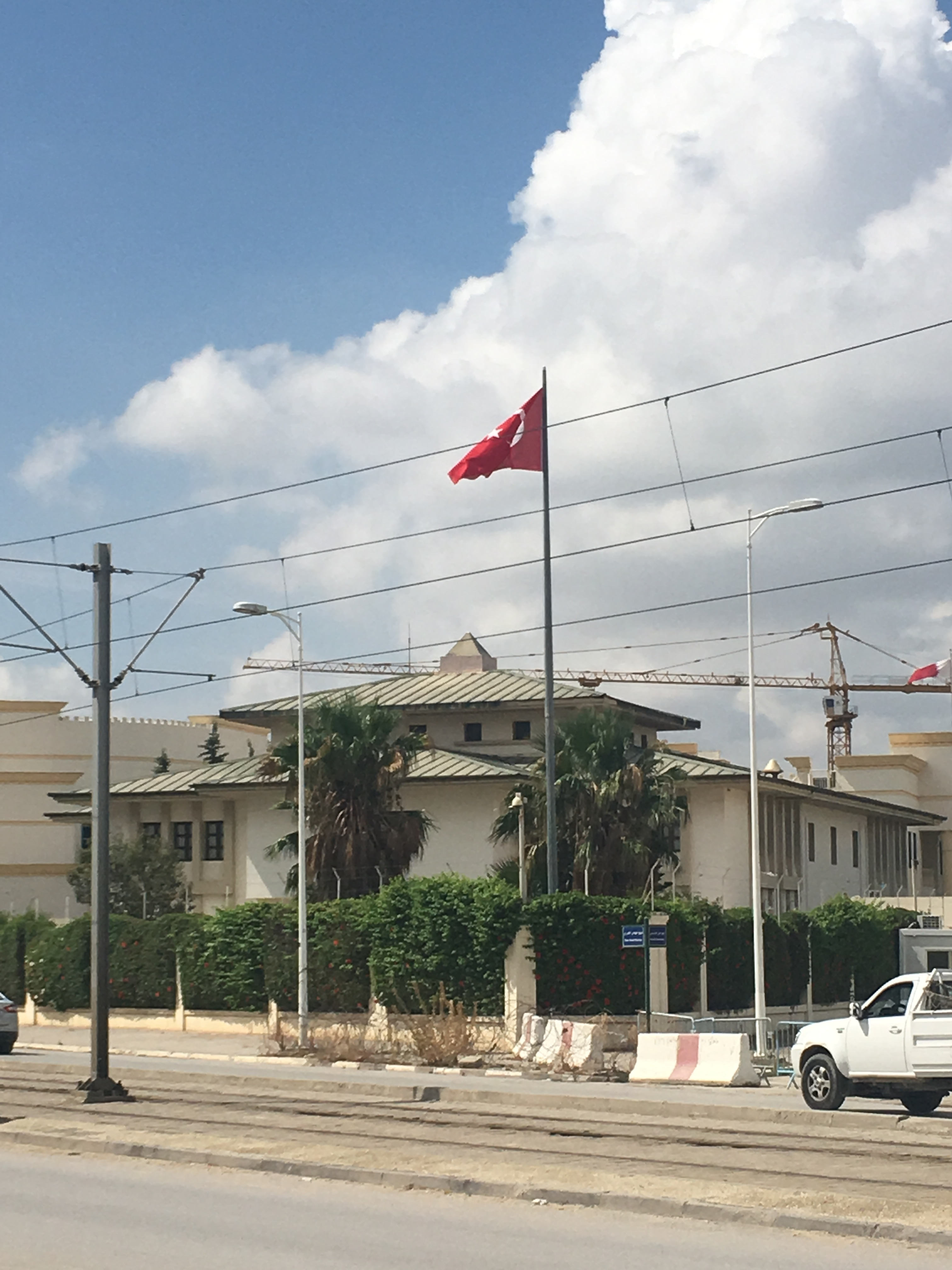
Ambassade à Tunis.
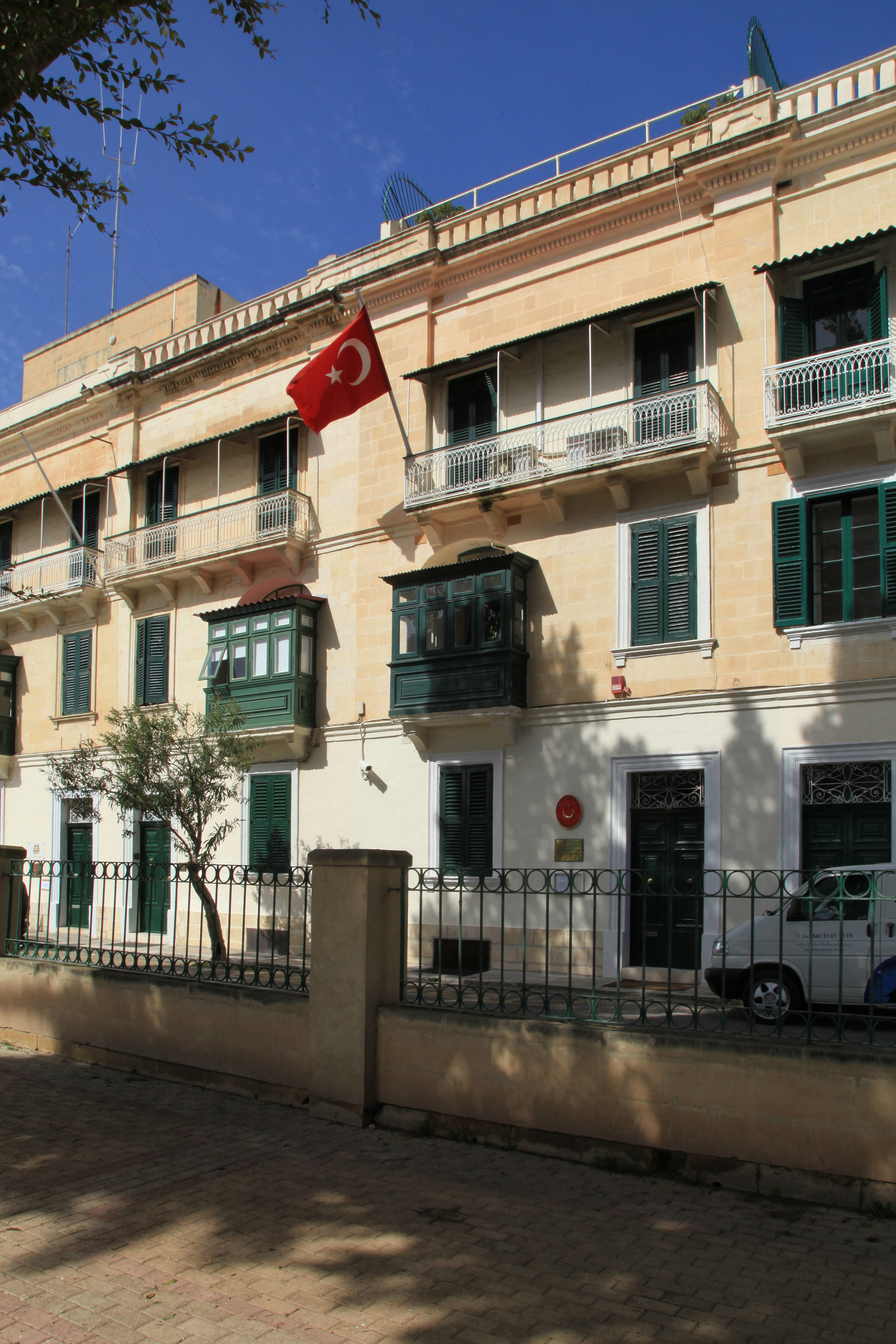
Ambassade à La Valette.
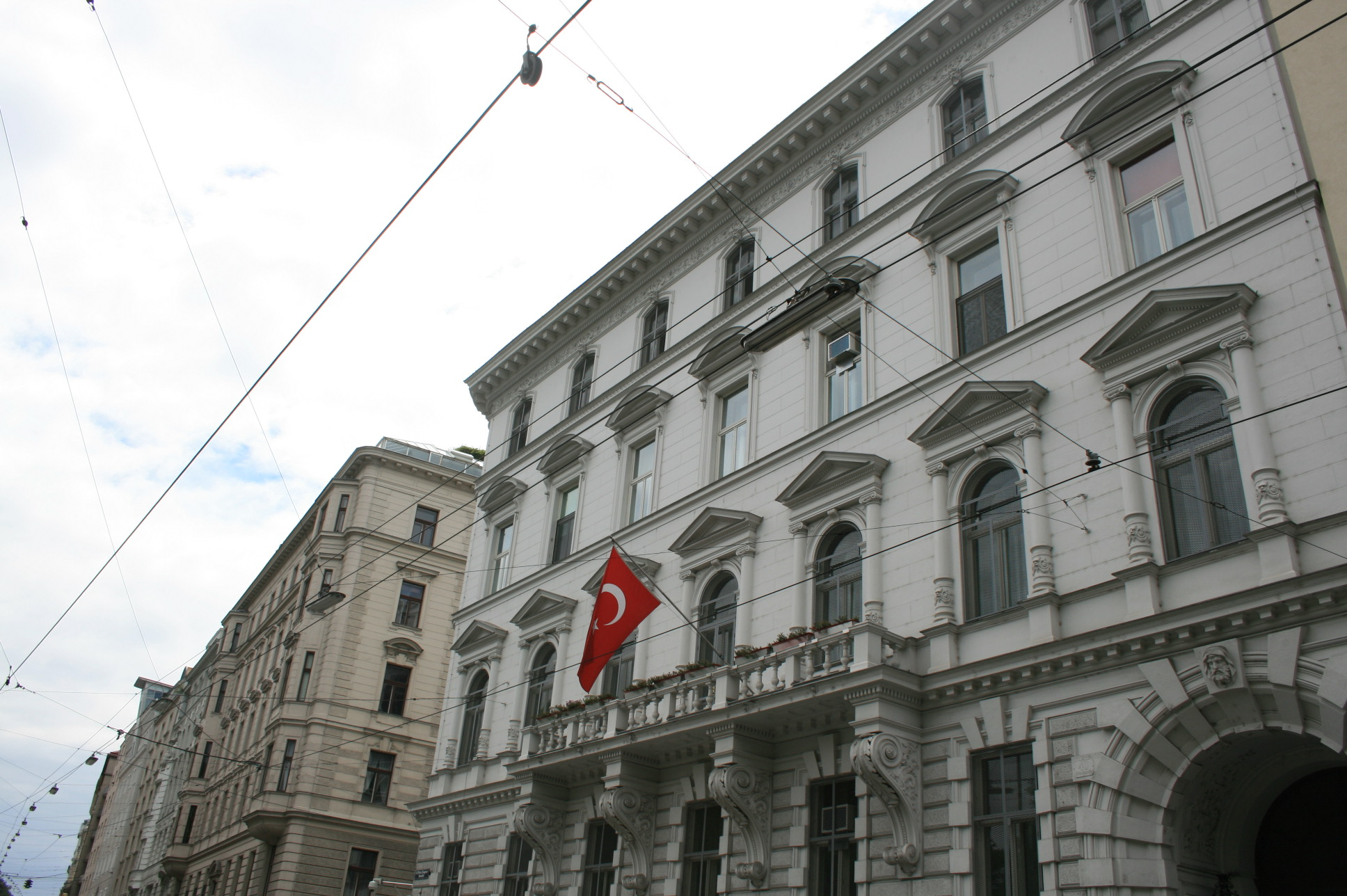
Ambassade à Vienne.
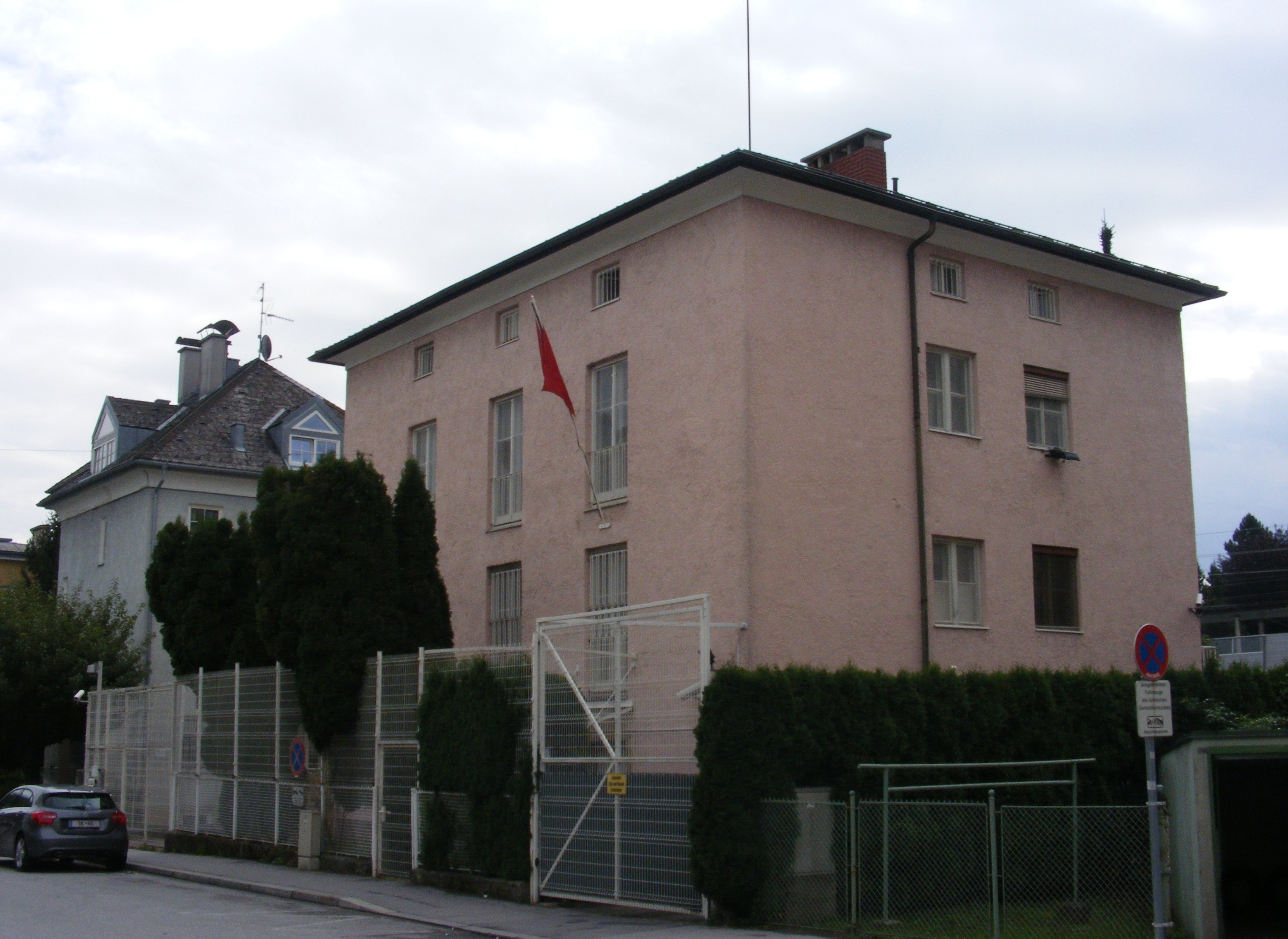
Consulat général à Salzbourg.
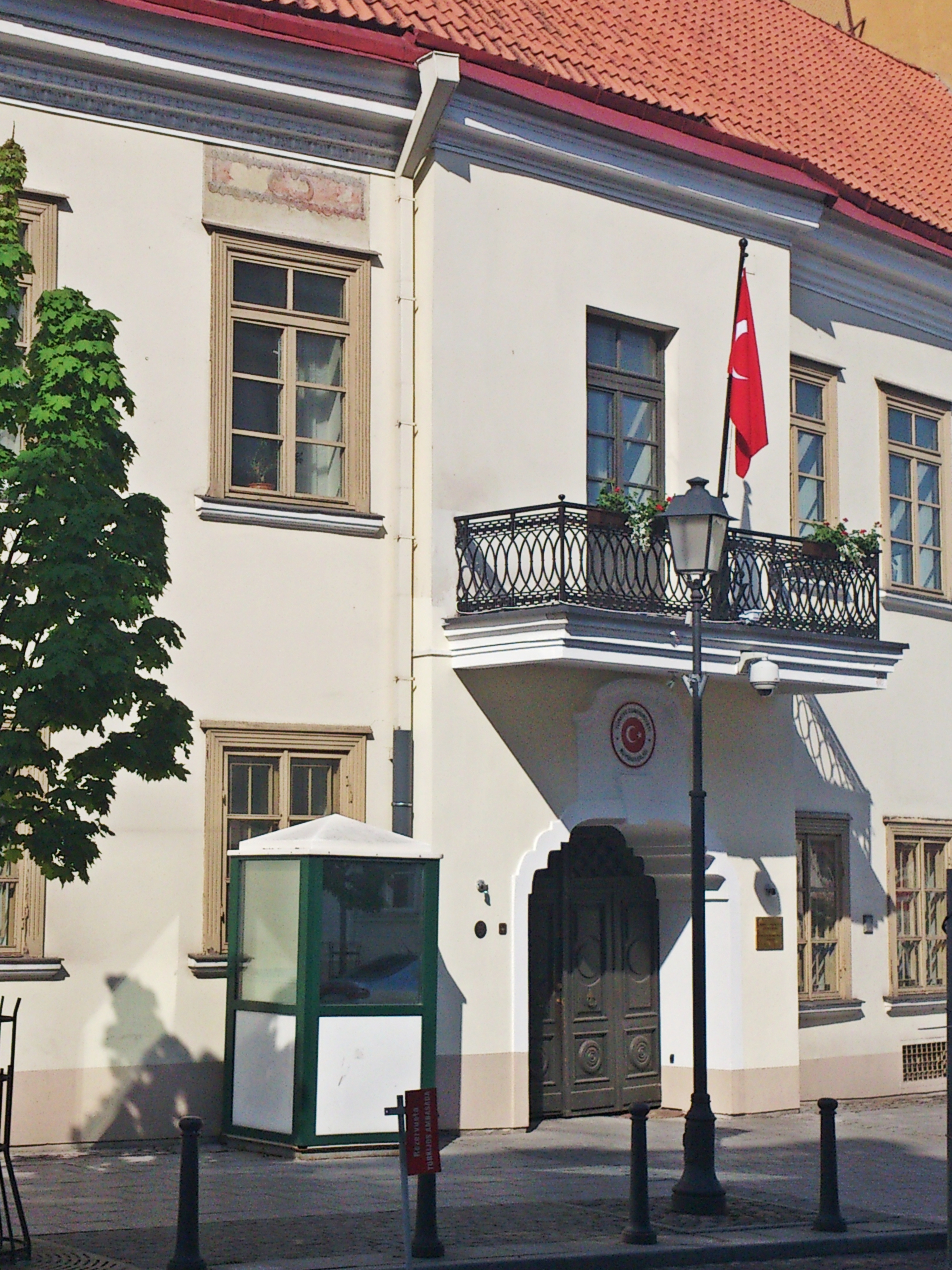
Ambassade à Vilnius.
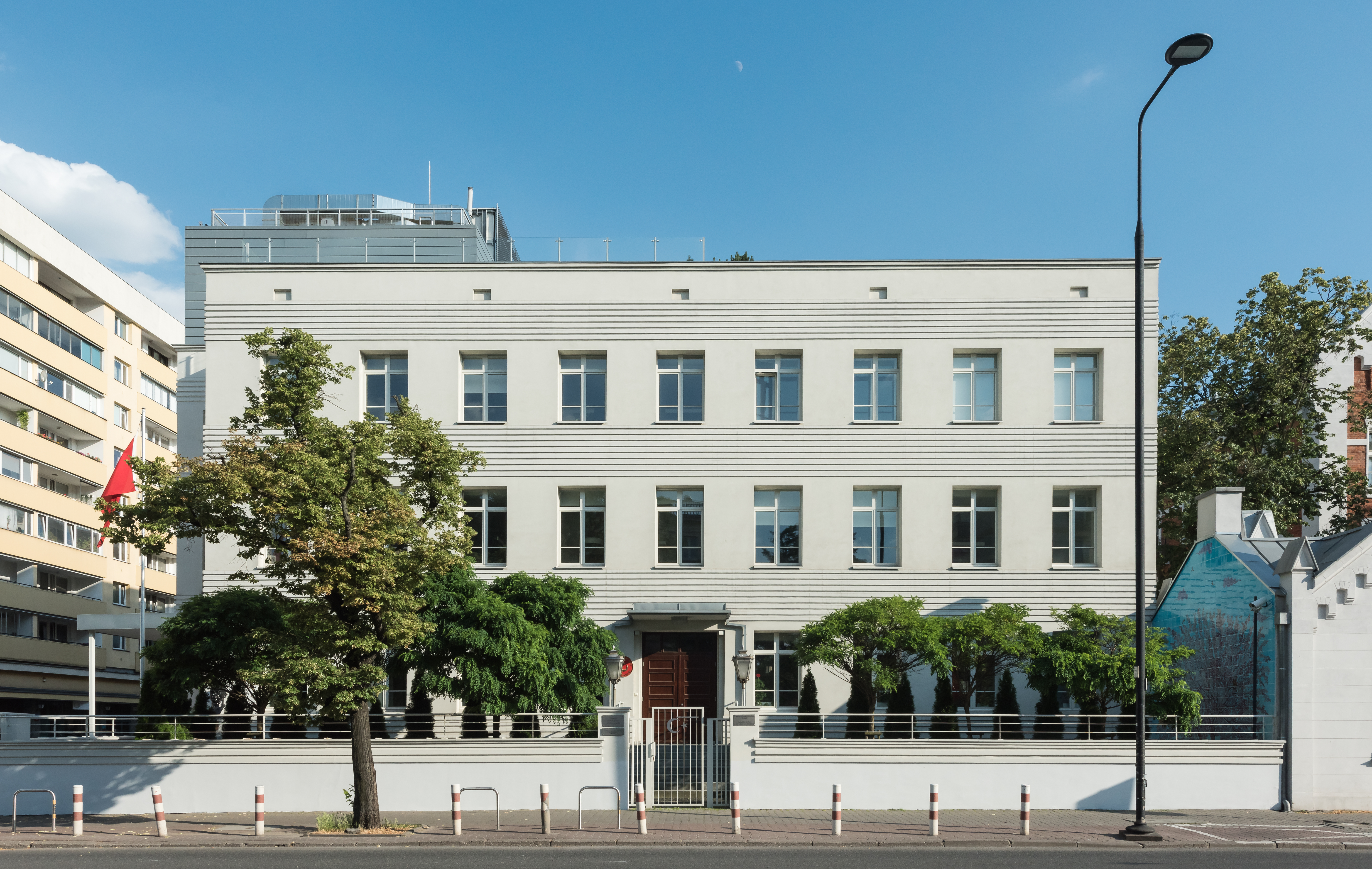
Ambassade à Varsovie.
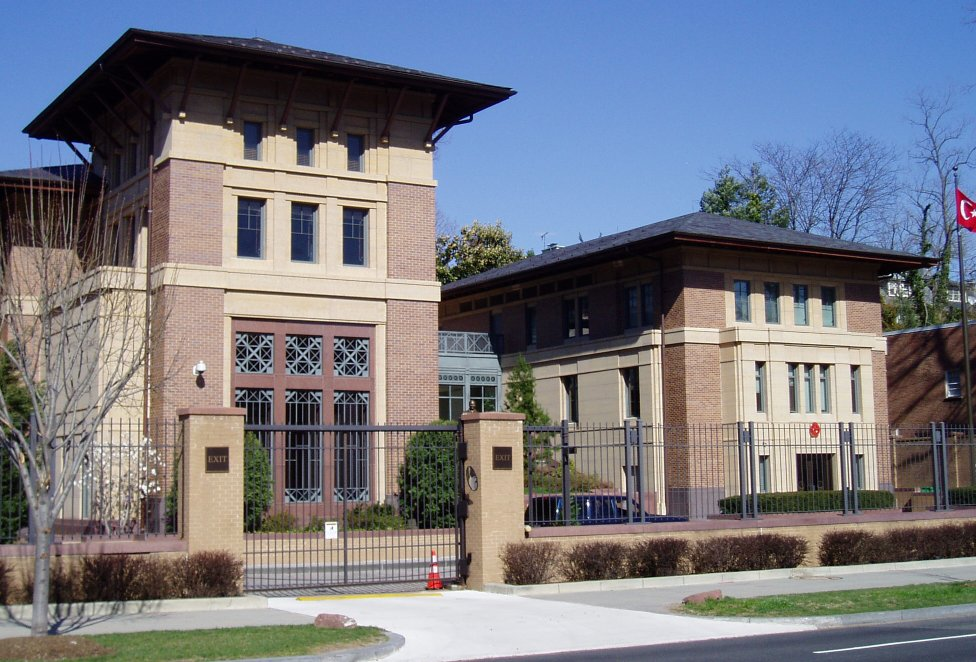
Ambassade à Washington.
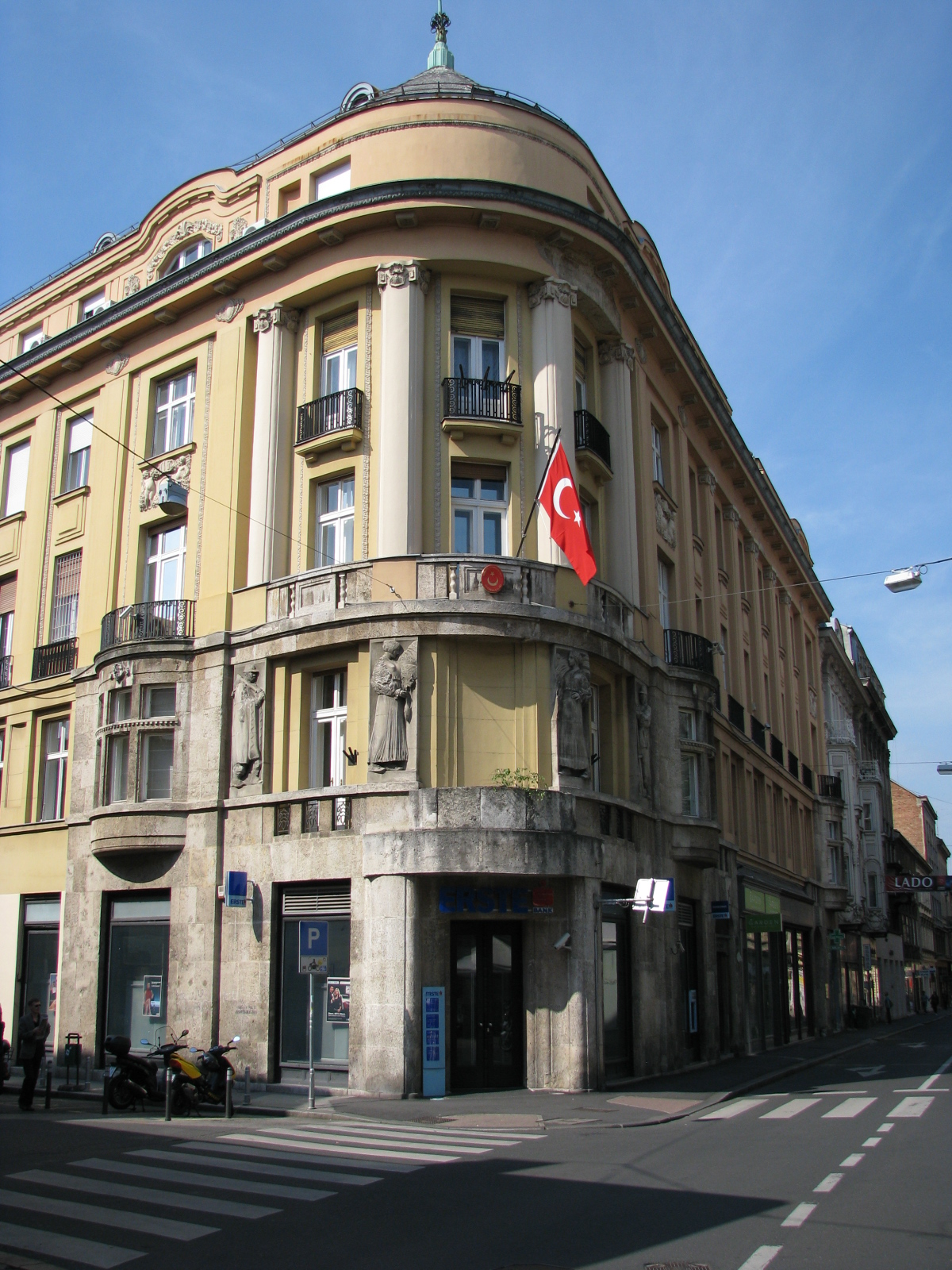
Ambassade à Zagreb.